# Суворов, Александр Васильевич
Алекса́ндр Васи́льевич Суво́ров (13 [24] ноября 1729 или 1730, Москва — 6 [18] мая 1800, Санкт-Петербург) — русский полководец, основоположник русской военной теории.
Генерал-фельдмаршал (1794), генералиссимус (1799), генерал-фельдмаршал Священной Римской империи (1799), великий маршал войск пьемонтских (1799 год), кавалер всех российских орденов своего времени, вручавшихся мужчинам, а также семи иностранных.
6 (17) октября 1789 года высочайшим повелением получил графское достоинство с названием Рымникский, а 8 (19) августа 1799 года — титул князя Итали́йского графа Суво́рова-Ры́мникского.
За всю свою карьеру полководца не проиграл ни одного сражения, кроме боя во время осады Очакова. Неоднократно наголову разбивал значительно превосходящие по численности силы противника. Всего дал более 60 сражений и боёв.
Известен своей заботой о солдатах, в том числе участием в разработке новой практичной полевой униформы, на смену униформе «на прусский манер».
Также под руководством или при участии Суворова были подавлены многие восстания, в частности Пугачёвское восстание, Восстание Костюшко, Ногайское восстание и Колиивщина. В 1778 году Суворов руководил переселением христиан Крыма — греков и армян на северное побережье Азовского моря, где для их нужд были основаны города Нахичевань-на-Дону (ныне в черте Ростова-на-Дону; для армян) и Мариуполь (для греков).
Суворов считается одним из величайших полководцев в истории России и одним из великих полководцев Раннего Нового времени.

## Молодые годы и начало военной карьеры

### Происхождение и юность
Родился в семье обер-офицера Василия Ивановича Суворова (1705—1775), будущего генерал-аншефа, известного своей суровостью деятеля тайной канцелярии.
Год рождения А. В. Суворова достоверно не известен. Так, в собственноручной записке Суворов указал год рождения 1730, а в автобиографии — что поступил на службу в 15 лет и было это в 1742 году (то есть дата рождения — 1727 год). Однако, в записи полка, в который поступал Суворов, от 25 октября 1742 года указано, что от роду ему на тот момент было 12 лет, и что это было это записано со слов самого Суворова. Дополнительная информация, однозначно указывающая на точную дату рождения полководца, до настоящего времени не выявлена.
Что касается дня рождения А. В. Суворова, то некоторые источники отмечали, что родился он в день памяти Иоанна Златоуста: в православии — 26 ноября. Также доподлинно не установлено место рождения; большинство исследователей склоняются к тому, что Суворов родился в Москве.
Его отец, Василий Иванович Суворов, был крестником Петра I и автором первого русского военного словаря. По родословной легенде, Суворовы происходят от древней шведской благородной фамилии. Предок их, Сувор, как утверждал сам Суворов в автобиографии, выехал в Россию в 1622 году при царе Михаиле Фёдоровиче и принял русское подданство.
Мать Суворова — Авдотья (Евдокия) Феодосьевна Суворова, в девичестве Манукова. О ней сохранилось крайне мало сведений. По наиболее распространённой версии, её отец, Феодосий Семёнович, с 1725 года являвшийся вице-президентом Вотчинной коллегии, принадлежал к старинному роду московского служилого дворянства.
В то же время, неоднократно высказывались предположения об армянском происхождении фамилии матери Суворова (от армянского слова Մանուկ — «манук» — младенец, ребёнок), однако документальных сведений о происхождении рода Мануковых не имеется. Историк Лопатин В. С. в своей книге «Суворов» пишет, что Авдотья Манукова принадлежала к обрусевшему армянскому роду. Л. С. Комарова в своей книге о А. В, Суворове, электронный вариант которой опубликован на сайте Минобороны РФ, отмечает, что Авдотья Манукова — армянка по национальности, православного исповедания.
Назван Александром в честь Александра Невского. Детство провёл в отцовском имении в деревне. Суворов рос слабым, часто болел. Отец готовил его на гражданскую службу. Однако с детских лет Суворов проявлял тягу к военному делу, пользуясь богатейшей отцовской библиотекой изучал артиллерию, фортификацию, военную историю. Решив стать военным, Суворов стал закаляться и заниматься физическими упражнениями. Большое влияние на судьбу Суворова оказал генерал Абрам Ганнибал — друг семьи Суворовых и прадед Александра Пушкина. Заметив, что во время игры в солдатики Александр неплохо разбирается в тактических сложностях манёвра, Ганнибал повлиял на его отца, чтобы тот избрал для сына военную карьеру.

### Начало военной карьеры. 1742—1754
В 1742 году был зачислен мушкетёром в Лейб-гвардии Семёновский полк (чтобы начать положенную законом выслугу лет для офицерского чина). 25 апреля (6 мая) 1747 года, ни разу не появившись в полку после 1742 года, был произведён сверх комплекта в капралы, без жалования. В этом звании в сопровождении двух дворовых людей 1 (12) января 1748 года прибыл из Москвы, где находился в отпуске, в Санкт-Петербург на действительную военную службу. Здесь в полковой школе Суворов прошёл проверку знаний по рекомендованным при зачислении в полк дисциплинам (арифметике, геометрии, тригонометрии, фортификации, артиллерии, инженерству, иностранным языкам и военной «экзерции») и был определён состоять при 3-й роте. 22 декабря 1749 (2 января 1750) года был произведён сверх комплекта в подпрапорщики, до вакансии и без жалования.
9 (20) апреля 1750 года был назначен ординарцем штаб-офицера Н. Ф. Соковнина (в дальнейшем — полкового командира). 8 (19) июня 1750 года был произведён в сержанты.
За время службы в Семёновском полку Суворов продолжал своё обучение, как самостоятельно, так и посещая занятия в Сухопутном шляхетском кадетском корпусе, изучил несколько иностранных языков.
Первые важные поручения Суворов получил весной 1752 года — он был направлен с дипломатическими депешами в Дрезден и Вену. Для выполнения этих поручений Суворов 5 (16) марта 1752 года получил дипломатический курьерский паспорт, подписанный канцлером графом А. П. Бестужевым-Рюминым. В паспорте, в частности, на русском и немецком языках было написано: «…сержанта Суворова <…> не токмо во всех местах свободно и без задержки пускать, но и всякое благоволение и вспоможение ему оказать». Выполнив поручения, Суворов в октябре того же года вернулся в Санкт-Петербург.
А. Ф. Петрушевский описывает один примечательный случай из жизни Суворова, относящийся к этому периоду: «Будучи в Петергофе в карауле, он стоял на часах у Монплезира. Императрица Елизавета Петровна проходила мимо; Суворов отдал ей честь. Государыня почему-то обратила на него внимание и спросила, как его зовут. Узнав, что он сын Василия Ивановича, который был ей известен, она вынула серебряный рубль и хотела дать молодому Суворову. Он отказался взять, объяснив, что караульный устав запрещает брать часовому деньги. „Молодец“, — сказала государыня: „знаешь службу“; потрепала его по щеке и пожаловала поцеловать свою руку. „Я положу рубль здесь, на земле“, — прибавила она: „как сменишься, так возьми“. Крестовик этот Суворов хранил всю свою жизнь».

### Производство в офицеры и дальнейшая служба. 1754—1762
25 апреля (6 мая) 1754 года Суворов был произведён в поручики армии (12-й класс Табели о рангах), а 10 (21) мая 1754 года был назначен к службе в Ингерманландский пехотный полк. Сразу после назначения получил годичный «домовой» отпуск. Прослужив в чине поручика чуть более полутора лет, Суворов, благодаря протекции своего отца — члена Военной коллегии в чине генерал-майора, 17 (28) января 1756 года был произведён через чин в обер-провиантмейстеры (9-й класс Табели о рангах). В этом чине Суворов был направлен «для смотрения в Новгородской губернии <…> провиантских и фуражных магазейнов». 28 октября (8 ноября) 1756 года был произведён в чин генерал-аудитор-лейтенанта (8-й класс Табели о рангах) и вызван из Новгорода в Санкт-Петербург. 2 (13) декабря 1756 года Суворов был переименован в премьер-майоры и через два дня определён в пехотные полки команды фельдмаршала А. Б. Бутурлина. Таким образом, продвигаемый по службе своим отцом, Суворов прошёл путь от 12-го до 8-го класса Табели о рангах всего за два с половиной года.

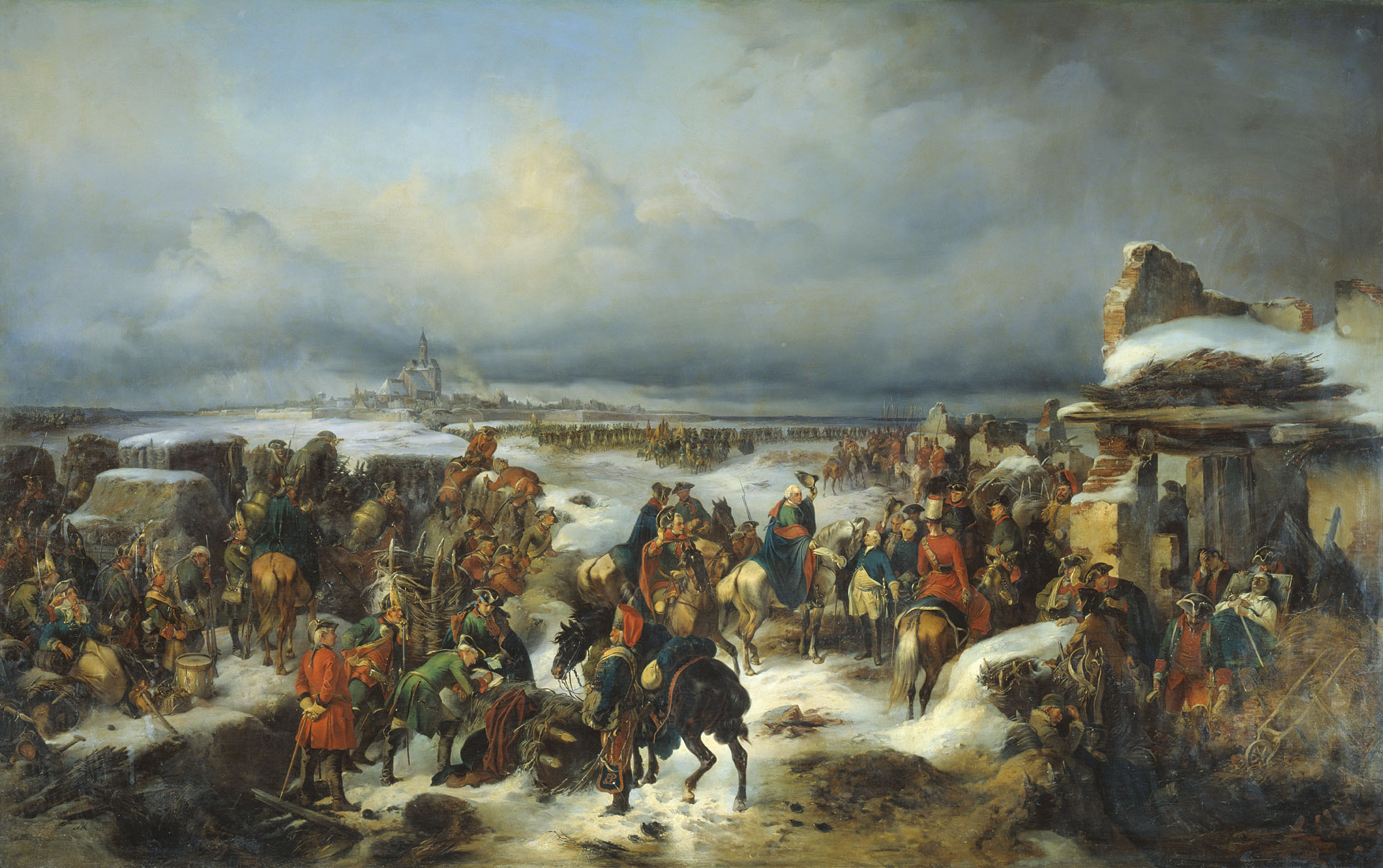
«Взятие крепости Кольберг в ходе Семилетней войны». А. Коцебу. 1852 год. На картине изображено взятие крепости русскими войсками в 1761 году

С 1756 по 1759 год Суворов занимался вопросами снабжения армии и её комплектования; в 1758 году был назначен комендантом Мемеля (ныне — Клайпеда). 8 (19) ноября 1758 года был произведён в подполковники. В начале 1759 года был направлен в действующую армию на должность бессменного дежурного штаб-офицера при штабе дивизии под началом князя М. Н. Волконского. В конце весны этого же года был переведён на такую же должность в штабе корпуса графа В. В. Фермора. В своём первом бою Суворов участвовал 14 (25) июля 1759 года, когда с эскадроном драгун атаковал и обратил в бегство немецких драгун. На этой же штабной должности 1 (12) августа 1759 года принял участие в сражении под Кунерсдорфом.
В это время отец Суворова предпринял очередную попытку направить карьеру сына по линии снабжения армии: 31 декабря 1759 (11 января 1760) года высочайшим повелением Александр Суворов был произведён в чин обер-кригскомиссара. Но уже 25 февраля (7 марта) 1760 года был «по высочайшему повелению, вследствие изъявленного им желания, обращён по-прежнему в полк (Казанский пехотный) при заграничной армии бывший» и назначен генеральным дежурным по штабу русской армии, временно возглавляемой В. В. Фермором.
В 1761 году под началом генерала Максима Васильевича Берга командовал отдельными отрядами (драгунскими, гусарскими, казачьими), целью которых было прикрыть отход русских войск к Бреслау, безостановочно нападая на прусские войска. Нанёс ряд поражений частям прусской армии в Польше. Во время многочисленных стычек проявил себя как смелый партизан и кавалерист: в результате неожиданного набега уничтожил значительные запасы сена на виду у неприятеля; при Бунцельвице с небольшим числом казаков Суворов захватил прусский пикет, отбил посланный против него отряд гусар и в пылу их преследования достиг неприятельских окопов, так что мог рассмотреть палатки королевской квартиры в лагере. Участвовал в боях у Ландсберга, Бирштайна, деревень Вейсентин и Келец, Наугарта, во взятии Гольнау, содействовал осадному корпусу Петра Александровича Румянцева в овладении Кольбергом, принудив отступить генерала Платена.

## Военная карьера при Екатерине II
26 августа (6 сентября) 1762 года Суворов произведён в чин полковника и назначен командиром Астраханского пехотного полка, на который возлагалась задача содержания городских караулов в Петербурге во время коронации в Москве Екатерины II. По прибытии в Москву Суворов был принят императрицей, подарившей ему свой портрет. Позже Суворов напишет на портрете: «Это первое свидание проложило мне путь к славе…»
В 1763—1769 годах командовал Суздальским пехотным полком в Новой Ладоге, где составил «Полковое учреждение» (1764—1765) — инструкцию, содержавшую основные положения и правила по воспитанию солдат, внутренней службе и боевой подготовке войск. В июне 1765 года Суздальский полк участвовал в больших манёврах, регулярно проходивших в Красном селе. Суворов по итогам манёвров был с похвалою упомянут в приказе.
С 22 сентября 1768 года — бригадир (чин V класса между полковником и генерал-майором).

### Война с Барской конфедерацией. 1769—1772
15 (26) мая 1769 года Суворов назначается командиром бригады из Смоленского, Суздальского и Нижегородского мушкетёрских полков и направляется в Польшу для участия в военных действиях против войск шляхетской Барской конфедерации (направленной против короля Станислава Понятовского и России). Поход в Польшу продемонстрировал результаты обучения солдат по-суворовски: за 30 дней бригада прошла 850 вёрст, причём в дороге было только шесть заболевших.

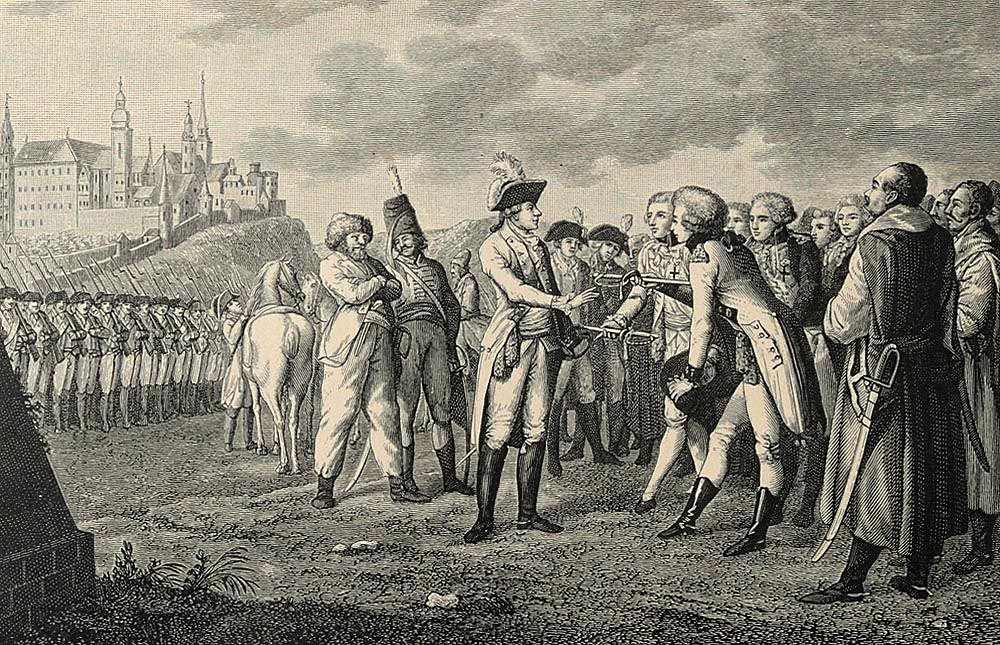
Краков капитулирует перед Суворовым

В первую польскую кампанию Суворовым была применена тактика и система подготовки войск, самостоятельно разработанная по результатам Семилетней войны. Командуя бригадой, полком, отдельными отрядами, он постоянно перемещался по Польше и нападал на войска конфедератов, постоянно обращая их в бегство. В частности, 2 (13) сентября 1769 года он одержал победу над конфедератами у деревни Орехово.
1 (12) января 1770 года присвоен чин генерал-майора. В этом же году одерживает ещё несколько побед над поляками, за что 30 сентября (11 октября) 1770 года получил свою первую награду — голштинский орден Св. Анны, в то время это ещё была частная награда юного наследника престола Павла Петровича, созданная его дедушкой — голштинским герцогом в память рано умершей жены — Анны, дочери Петра I. В октябре назначен командующим русскими войсками в Люблинском округе. При переправе через Вислу упал и разбил себе грудь о понтон, вследствие чего несколько месяцев находился на лечении. После выздоровления, 12 (23) мая 1771 года, Суворов одерживает победу при Лянцкороне, разгромив знаменитого французского генерала Ш. Ф. Дюмурье.
Наиболее выдающейся в этой кампании стала победа Суворова с отрядом из 900 человек над корпусом гетмана М. Огинского (5 тысяч человек) в деле при Столовичах 13 (24) сентября 1771 года. Корпус был полностью разгромлен. Русские потеряли 80 человек убитыми, поляки — до 1 тысячи убитыми, около 700 пленными, в том числе 30 штаб- и обер-офицеров.
19 (30) августа 1772 года генерал-майор А. В. Суворов награждён сразу 3-й степенью (минуя 4-ю) ордена Св. Георгия — самой почётной российской военной наградой.
Последним достижением Суворова в первой польской кампании стало взятие Вавельского замка в Кракове, захваченного в ночь на 22 января (2 февраля) 1772 года отрядом французского подполковника Клода Габриэля де Шуази в результате халатности преемника Суворова на посту командира Суздальского полка Штальберга. По получении сообщения о захвате замка Суворов двинулся с небольшим отрядом к Кракову, где соединился с другими русскими войсками и 24 января (4 февраля) 1772 года начал осаду замка. Попытка 18 (29) февраля 1772 года взять замок штурмом из-за отсутствия осадной артиллерии закончилась неудачей. Но Суворов продолжал осаду, в ходе которой постоянно пресекались попытки поляков прийти на помощь осаждённому гарнизону. В начале апреля прибыла осадная артиллерия. Часть замковых укреплений была разрушена. Среди гарнизона начался голод. 15 (26) апреля 1772 года защитники замка — 43 офицера и 739 нижних чинов — капитулировали. 12 (23) мая за эту победу Екатерина II наградила Суворова 1 тысячей червонцев и ещё 10 тысяч рублей прислала ему для раздачи участникам взятия замка.
Действия Суворова в значительной степени повлияли на исход кампании и привели к скорой победе и первому разделу Польши.

### Русско-турецкая война 1768—1774
После польской кампании Суворов был отправлен в Финляндию для инспекции и укрепления границы со Швецией. Укреплял не только крепость Вильманстранд, в городе Лаппеэнранта, но и все приграничные укрепления. Но уже в апреле 1773 года он добился назначения на балканский театр русско-турецкой войны 1768—1774 годов в 1-ю армию фельдмаршала П. А. Румянцева, в корпус генерал-аншефа Салтыкова. Вскоре после назначения он прибыл в Негоешти 6 (17) мая и получил приказ произвести разведку боем крепости Туртукай. 10 (21) мая после успешного отражения турецкой атаки Суворов решает немедленно провести разведку и без согласования атаковать крепость (т. н. первый поиск на Туртукай). Турецкие войска не ожидали контратаки, поэтому Туртукай был взят значительно меньшими, чем у турок, силами и с минимальными потерями (около 800—900 русских против почти 4 тысяч турок, в ходе боя русских погибло и ранено порядка 200 человек, турок, по разным оценкам — от 1 до 1,5 тысяч убитых). Город был разрушен, и все христиане были выведены из Туртукая для переселения на контролируемый Россией берег Дуная. Суворов в бою был сильно ранен в ногу разорвавшейся турецкой пушкой. По одной из версий, он получил строгий выговор за данный захват, который изначально планировался как разведка. По другой, менее правдоподобной, версии за самовольные действия Суворов был предан суду, и военная Коллегия приговорила его к смертной казни. Екатерина II не утвердила наложенные на Суворова взыскания, написав: «Победителей не судят».
После взятия Туртукая Суворов написал письма с просьбой содействовать награждению его орденом Святого Георгия 2-го класса графу И. П. Салтыкову, своему другу А. И. Набокову, имеющему влияние на главу Военной коллегии графа З. Г. Чернышёва, а также самому графу З. Г. Чернышёву.
Командование, однако, не воспользовалось победой Суворова, турецкие войска вновь вошли в крепость и принялись укреплять Туртукай. Поэтому 17 (28) июня Суворов осуществил второй поиск на Туртукай и опять захватил его, несмотря на численное превосходство турецких войск и их готовность к штурму (по данным Петрушевского, турок снова было порядка 4 тысяч, русских около 2 тысяч). За победы в Туртукае генерал-майор А. В. Суворов 30 июля (10 августа) 1773 года был награждён орденом Св. Георгия 2-й степени.

#### Оборона Гирсово
В июле Суворов был назначен начальником обороны города Гирсово. 3 (14) сентября 1773 года турки в количестве 4 тысяч пехоты и 3 тысяч конницы попытались взять Гирсово штурмом. У русских было около 3 тысяч человек. Суворов подпустил турок на близкое расстояние, а затем внезапно контратаковал с нескольких направлений. Турки были смяты и бежали, понеся тяжёлые потери. С турецкой стороны погибло по разным оценкам от 1,1 до 2 тысяч человек, в том числе двое пашей, с русской стороны было убито и ранено 200 человек.

#### Сражение при Козлуджи
В конце октября Суворов получает отпуск и уезжает в Москву. 17 (28) марта 1774 года он произведён в генерал-поручики. Вскоре он возвращается в армию и сперва прикрывает наступление дивизии Каменского на Пазарджик, а затем его корпус соединяется с дивизией Каменского и принимает участие в сражении у Козлуджи 10 (21) июня 1774 года, когда войска Суворова захватили высоту в тылу турецкого лагеря, а затем при поддержке пехоты Каменского разгромили всё войско сераскира Абдул-Резака. Урон русских составил 209 человек. Турки потеряли 1200 человек. В этом сражении, решившем участь кампании 1774 года и приведшем к заключению Кючук-Кайнарджийского мирного договора, действия Суворова стали одним из определяющих факторов победы русской армии.
17 июня 1950 года Козлуджа переименована в Суворово.

### Между двумя русско-турецкими войнами. 1774—1786

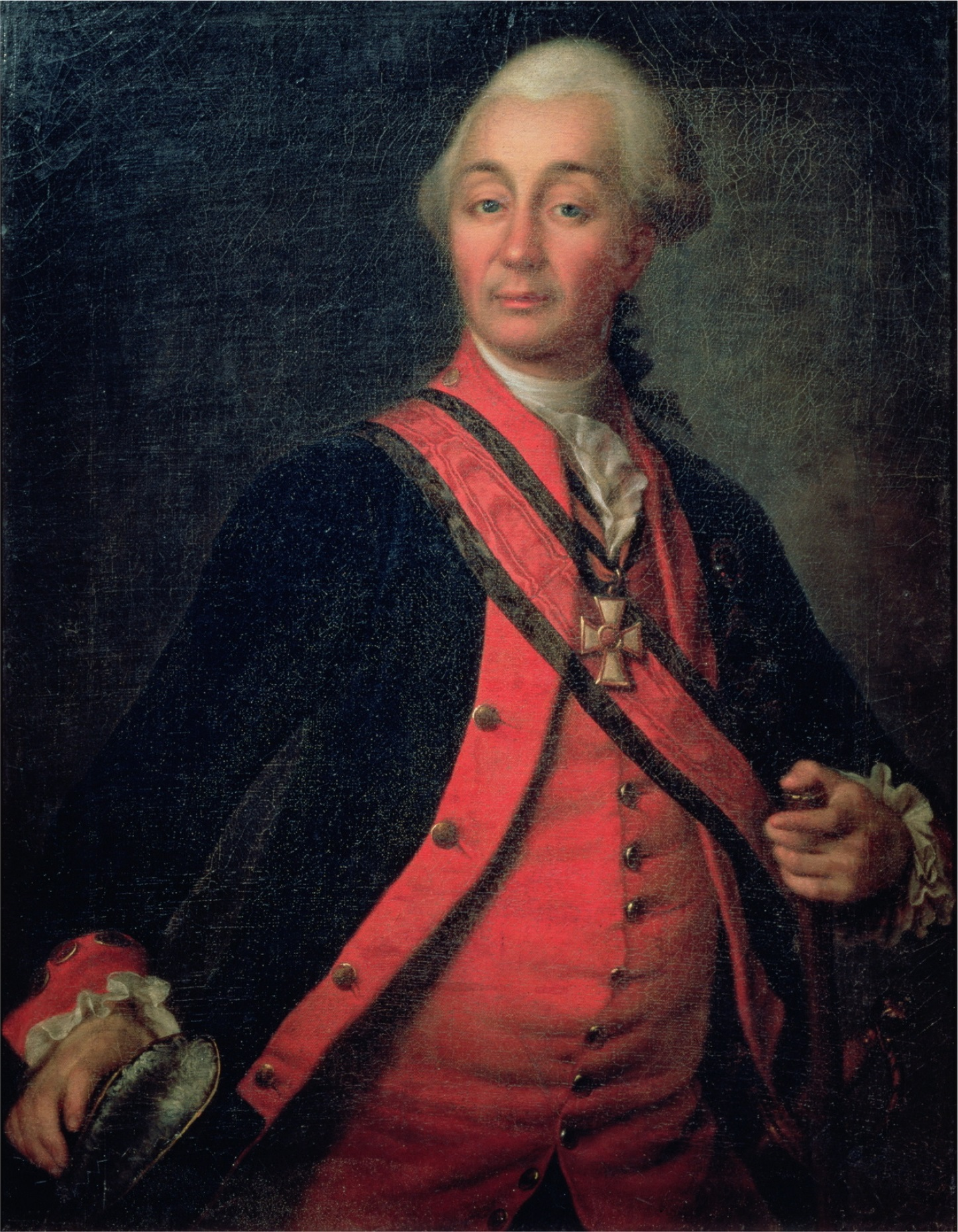
А. В. Суворов на портрете кисти Д. Г. Левицкого (1786)

В 1774 году Суворов был назначен командующим 6-й московской дивизией и в августе того же года был направлен для участия в подавлении восстания под предводительством Емельяна Пугачёва, что свидетельствовало о том, что правительство относилось к восстанию с большой серьёзностью. Однако к моменту прибытия Суворова к Волге (он явился в ставку П. И. Панина 24 августа «в одном только кафтане на открытой почтовой телеге») основные силы повстанцев были разгромлены подполковником И. И. Михельсоном. Суворов с войском отправляется в Царицын, где в начале сентября соединяется с Михельсоном и начинает преследование спешно отступающего Пугачёва. У реки Большой Узень он почти настиг его, но в это время казачий сотник Харчев уже пленил самозванца. Почти две недели, с 29 сентября до 12 октября 1774 года Суворов конвоировал пленного из Уральска в Симбирск мимо Самары, дорогой он с любопытством расспрашивал того о военных действиях и нереализованных планах, мятежник охотно делился опытом (Пугачёв действительно обладал незаурядным военным талантом и организаторскими способностями, у него было чему поучиться). С 1 декабря 1774 года Суворов занимался ликвидацией отрядов мятежников и умиротворением населения, оказавшегося в зоне восстания, прежде всего в Башкирии, в Оренбургской губернии и в предуральских уездах; непрерывно объезжал эти территории, имея свою ставку в Симбирске. В частности, весной 1775 года направил два батальона в Астраханскую губернию для подавления выступления преемника самозванного царя — Саметриева, двигавшегося со своим отрядом от Каспийского побережья, вожак бежал на Дон, где был схвачен. 3 (14) сентября 1775 года Суворову пожаловано 2 тысячи червонцев за быстрый приезд на усмирение восстания.
В августе 1775 года получил годовой отпуск, связанный со смертью отца и вступлением в наследство. В этом же году 12 (23) августа родилась дочь Наташа. Через год в 1776 году назначается командиром Санкт-Петербургской дивизии. Летом 1776 года находился в Коломне во главе Московской дивизии, расквартированной в городе. Во второй половине этого же года обострилась обстановка в Крымском ханстве, что было вызвано непрекращающимися попытками Турции вернуть Крым под свой контроль. В связи с этим, в ноябре 1776 года Суворов получил назначение в Крым в состав войск генерал-поручика Прозоровского, где вскоре вынужден был на время болезни Прозоровского принять командование всеми русскими войсками на полуострове и в дельте Дуная. Суворов поддержал избрание на должность хана Шахин-Гирея, состоявшееся под сильным давлением русской дипломатии и армии. Предыдущий хан — ставленник Турции Девлет IV Герай — в начале 1777 года попытался оказать сопротивление, но его войска были рассеяны манёврами суворовской пехоты и конницы, а сам хан бежал в Турцию.
После нормализации обстановки на полуострове Суворов получил отпуск по болезни и уехал к семье в Полтаву, оттуда в конце 1777 года назначен командующим кубанским корпусом, где перед ним была поставлена задача небольшим войском прикрыть огромную границу. За три месяца пребывания на Кубани он организовал тщательно продуманную систему укреплений, сочетаний стационарных гарнизонов, расположенных в укреплениях, с подвижными резервами, всегда готовыми поддержать любой из гарнизонов участка, сделав линию обороны неприступной для кочевников. Суворов организовал прекрасно поставленную разведку, позволявшую ему быть в курсе настроений и намерений горских и ногайских предводителей. Проявив большое дипломатическое искусство в сочетании с решительными действиями, Суворов добился прекращения волнений среди местных ногайцев. В целях установления дружественных отношений с местным мусульманским населением Суворов строго запрещал жестокое обращение с пленными и решительно пресекал грубость по отношению к безоружному населению.
В мае 1778 года был назначен на место генерал-поручика князя А. А. Прозоровского в Крым, одновременно Кубань была оставлена ему в подчинении. Главной задачей Суворова в Крыму стало недопущение турецкого вторжения, опасность которого к тому времени резко возросла. Сношения с крымским ханом Шагин-Гиреем велись через русского резидента А. Д. Константинова. Деятельность Суворова осложнялась крайне низким авторитетом Шагин-Гирея среди крымских татар и постоянной агитацией протурецкой партии и турецких агентов.
В конце лета — начале осени 1778 года генерал-поручик А. В. Суворов при поддержке митрополита Игнатия (Гозади́носа) организовал переселение крымских греков и армян в Азовскую губернию.

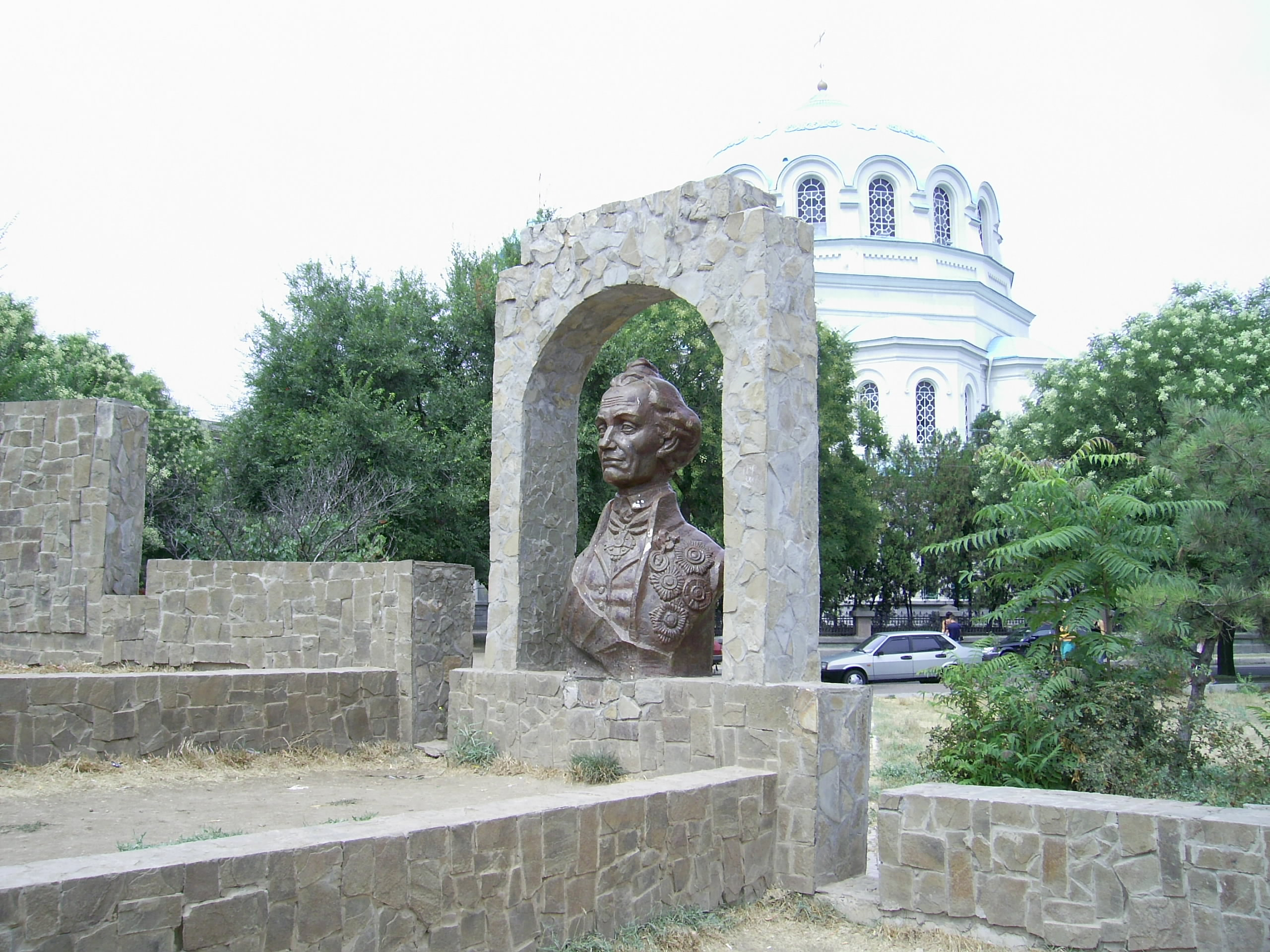
Бюст А. В. Суворова на месте его ставки в Гёзлёве (ныне — Евпатория)

В двадцатых числах октября 1778 года А. В. Суворов перенёс свою ставку из Бахчисарая в Гёзлёв (ныне — Евпатория), где она находилась в течение семи месяцев. Сам генерал проживал в цитадели, которая располагалась между мечетью Хан-Джами и православным собором.
Суворов был не только блистательным военным, но и талантливым администратором. В этот год в Европе началась эпидемия чумы. Благодаря строгим карантинным мерам, введённым генералом, Гезлёв избежал страшной эпидемии. Русские солдаты очистили в городе все туалеты и конюшни, отремонтировали все городские колодцы, фонтаны и бани, купание в бане стало бесплатным; на рынках был наведён военный порядок, для въезжающих в город и ввозимых товаров был организован обязательный карантин; жителей принудили выбелить дома и дворы внутри и снаружи. Однако от местных жителей начали поступать жалобы на Суворова. Отремонтировав бани и городские фонтаны, он ввёл обязательное пятикратное омовение для горожан и солдат гарнизона, независимо от вероисповедания, под руководством мулл, за что в доносе христиан писалось, что Суворов «обасурманился и знает язык не только крымских татар, но и турок». Мусульмане жаловались на громкий колокольный звон и частое пение Суворова в церковном хоре. Жалобы остались без рассмотрения. (В 2004 году в сквере им. Караева установлен памятник полководцу на стилизованном редуте).
После присоединения Крыма к России, по инициативе А. В. Суворова в 1793 году на месте укреплений строится карантин для товаров и грузов, там же возникает и военно-глазная клиника (первое русское медицинское учреждение Евпатории).
16 июня 1778 года он предотвратил высадку турецкого десанта в Ахтиарской бухте, чем была сорвана попытка Турции развязать новую войну в невыгодной для России международной обстановке. Суворов реорганизовал оборону побережья и предупредил, что любые попытки высадки турецких войск будут пресекаться силой, поэтому подошедшее на кораблях турецкое войско не решилось высадиться, и Турция признала Шахин-Гирея ханом.
В связи с этим, основная часть русских войск в 1779 году выводится из Крыма, и в мае Суворов назначается командующим Малороссийской дивизией в Полтаве, а вскоре переводится в Новороссийскую губернию командующим пограничной дивизией, в непосредственное подчинение Потёмкину. С начала 1780 по конец 1781 года — Суворов в Астрахани, где командует войсками и готовит поход против Ирана, который, однако, не осуществляется. Затем в декабре 1781 года он переведён в Казань.
В 1782 году Суворов вновь был направлен на Кубань, где возглавил Кубанский корпус. Весной 1783 года Потёмкин поручил ему осуществить переселение ногайцев Малой Ногайской Орды за Урал и в Тамбовское и Саратовское наместничества. Сопротивляясь переселению, летом 1783 года ногайцы подняли восстание. 1 (12) октября 1783 года в урочище Керменчик (на реке Лаба в 12 верстах от впадения её в Кубань) Суворов, командуя объединёнными силами Кубанского корпуса и донских казаков, полностью разбил ногайские войска. В публицистических источниках утверждается, что за один день погибло не менее 5 тысяч ногайцев. Вследствие этого большинство мурз выразили покорность Суворову и признали присоединение Крыма и ногайских земель к России. В течение 1783 года Суворов совершал экспедиции против отдельных отрядов ногайцев. За это Суворов получил орден Св. Владимира 1-й степени.
После признания Турцией вхождения этих земель в состав России, в апреле 1784 года Суворов назначен командующим Владимирской дивизией, в 1785 году — командиром Санкт-Петербургской дивизии.
22 сентября (3 октября) 1786 года произведён в генерал-аншефы. В январе 1787 года назначается командующим Кременчугской дивизией. В этом качестве Суворов и принял участие в показательных учениях в присутствии Екатерины II и австрийского императора Иосифа II. Историк Коротун ставит под сомнение проведение манёвров в Кременчуге, но отмечает, что за полтавские манёвры Суворов получил в награду табакерку с бриллиантами.

### Русско-турецкая война 1787—1791

#### Кинбурнская баталия

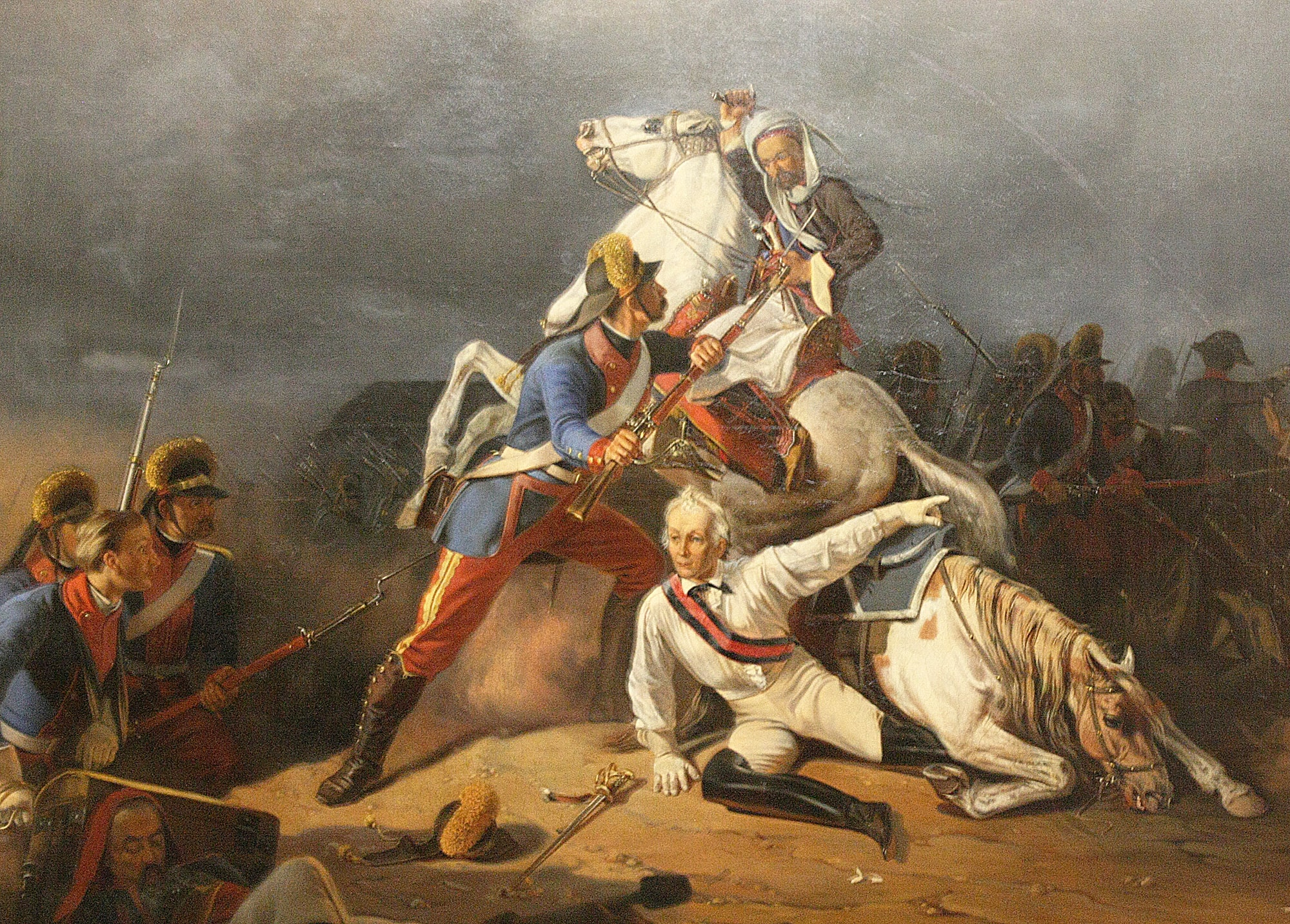
Спасение генерал-аншефа А. В. Суворова гренадером Степаном Новиковым в сражении при Кинбурне 1 октября 1787 года

С началом русско-турецкой войны 1787—1791 годов генерал-аншеф Суворов был назначен командиром Кинбурнского корпуса, на который возложена была оборона Черноморского побережья, от устья Буга до Перекопа. Главный удар в начале войны турки направили на крепость Кинбурн, которую защищал гарнизон из 4 тысяч человек во главе с Суворовым. Сражение у Кинбурна произошло 1 (12) октября 1787 года. Турецкие корабли высадили десант в количестве 5-6 тысяч человек, которые начали продвигаться к крепости. Суворов запрещал контратаковать, пока турки не подошли на 200 шагов к крепости, а затем сам возглавил контратаку. В результате турецкие войска были прижаты к берегу и ночью возвратились на корабли, потеряв около 4 тысяч убитыми. Потери русских войск составили около 500 человек. За оборону Кинбурна Суворов получил орден Андрея Первозванного, в бою был дважды ранен.

#### Осада Очакова
По приказу генерал-фельдмаршала Потёмкина Суворов с июля 1788 года принимал участие в осаде Очакова. 27 июля (7 августа) 1788 года казачьи посты были атакованы совершившим вылазку турецким отрядом. Суворов направил казакам подкрепление, турки ответили тем же. Во время боя Суворов был легко ранен пулей в шею и самостоятельно на лошади покинул поле боя. Расположившись в лагере, Суворов продолжал руководить боем, направляя через ординарцев командирам подразделений приказы к отступлению. В итоге русские войска отступили, потеряв убитыми и ранеными около 400 человек.
В начале августа Суворов переправился в Кинбурн. 18 (29) августа 1788 года в результате взрыва на складе боеприпасов Суворов получил тяжёлую контузию и ожоги лица, после чего до конца года находился на излечении в Кинбурне. Очаков был взят Потёмкиным 6 (17) декабря 1788 года.

#### Фокшанское сражение
В 1789 году Суворову был дан 7-тысячный отряд для прикрытия левого берега реки Прут и поддержки в случае необходимости союзных войск. Вследствие медленного продвижения русской армии, турецкие войска под командованием Юсуф-паши (30 тысяч человек) двинулись к Аджуду, чтобы разбить австрийские войска. Командующий австрийской дивизией (18 тысяч человек) принц Фридрих Иосия Кобургский обратился за помощью к Суворову, который 17 (28) июля соединил свой отряд с австрийцами (пройдя за 26 часов 40 вёрст). В 3 часа утра 18 (29) июля объединённые войска под командованием Суворова выдвинулись к селению Фокшаны, где в результате 10-часового боя наголову разгромили турок, потери которых составили 1,6 тысяч человек и 12 орудий, потери русско-австрийских войск 400 человек.

#### Сражение при Рымнике

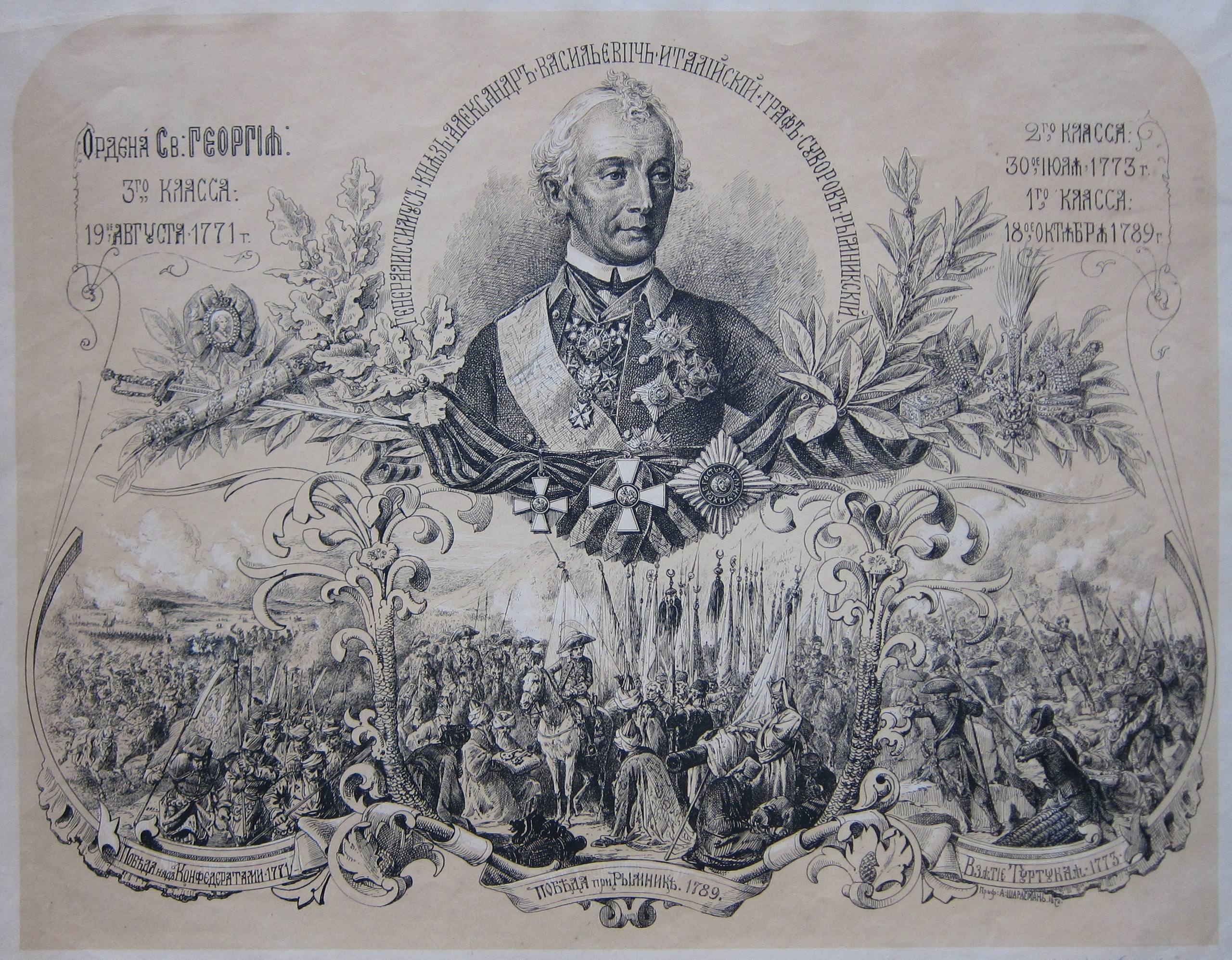
Гравюра с портретом А. В. Суворова, выполненная в 1870 г., на которой в центре символически изображена победа при Рымнике

После победы при Фокшанах Потёмкин отвел основную часть русских войск к Бендерам. Между тем 220-тысячная турецкая армия под командованием Юсуф-паши снова начала приближаться к Фокшанам, где стоял австрийский корпус, предварительно послав один отряд на восток от Прута для дезорганизации русских. Этот отряд стал преследоваться армией генерала Репнина. Командующий австрийской армией принц Кобургский отправил записку Суворову всего с двумя словами: «Спасите нас». На что Суворов ответил: «Иду». Суворовское войско, пройдя 100 км за 2,5 суток, соединилось с австрийцами на виду у неприятеля. 11 (22) сентября 1789 года войска под командованием Суворова (25 тысяч человек) незаметно форсировали реку Рымник и атаковали турецкие войска, несмотря на их четырёхкратное преимущество. Сражение при Рымнике продолжалось 12 часов и завершилось полным разгромом турецкой армии, которая потеряла до 20 тысяч человек убитыми. Потери союзных войск составили 600 человек (400 австрийцев и 200 русских). 
За победу в сражении при Рымнике указом римского императора Иосифа II от 13 (24) сентября 1789 года генерал-аншеф Александр Васильевич Суворов возведён, с нисходящим его потомством, в графское Священной Римской империи достоинство, а Именным Высочайшим указом российской императрицы Екатерины II от 6 (17) октября 1789 года возведён, с нисходящим его потомством, в графское Российской империи достоинство, с наименованием граф Суворов-Рымникский. 18 (29) октября 1789 года пожалован орденом Св. Георгия 1-й степени (седьмой по порядку награждения 1-й степенью и шестой по списку кавалеров ордена Св. Георгия 1-й степени за всю историю ордена).

#### Взятие Измаила

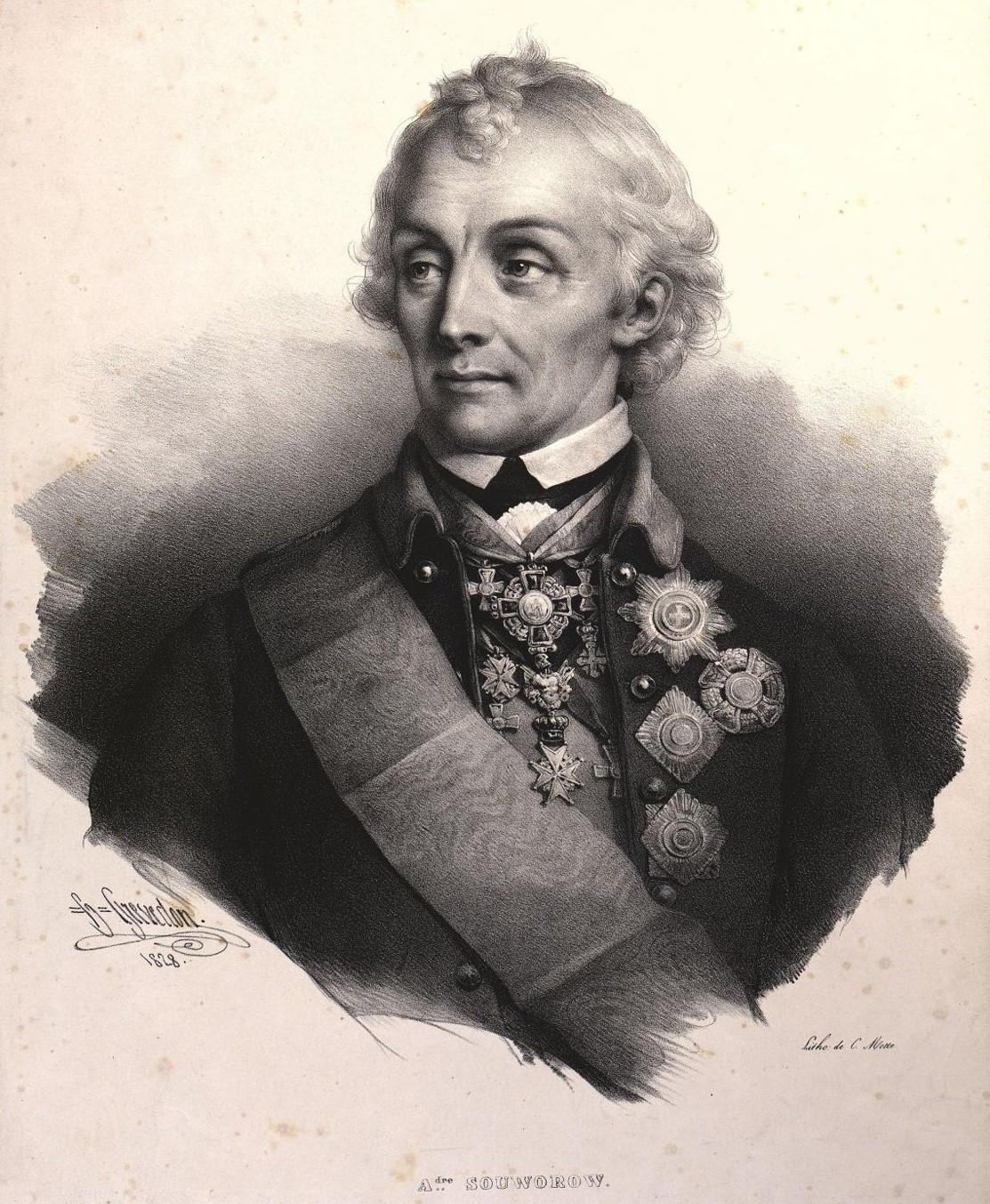
Полководец А. В. Суворов. Литография А. Греведона, 1828

В 1790 году Южная армия Г. А. Потёмкина, одержав ряд побед, приблизилась к Измаилу — наиболее мощной крепости на левом берегу Дуная, укреплённой по последним требованиям крепостного искусства и считавшейся неприступной. Осада Измаила затянулась. Потёмкин так и не смог взять крепость и поручил дальнейшую осаду Суворову, прибывшему в русский лагерь 2 (13) декабря 1790 года.
В течение восьми дней Суворов готовил войска к штурму, создав тренировочный лагерь — ров и вал по типу измаильского. Наконец он послал ультиматум коменданту крепости Мехмет-паше с требованием сдачи. После отказа последнего 11 (22) декабря 1790 года русские войска под командованием Суворова штурмом взяли Измаил.
Потери русских составили около 4 тысяч убитыми и 6 тысяч ранеными. Турки потеряли 26 тысяч убитыми и 9 тысяч пленными. Взятие Измаила явилось одним из решающих факторов победы в войне. 25 марта (5 апреля) 1791 года Суворов получил почётное звание подполковника лейб-гвардии Преображенского полка.
Сам Суворов посчитал недостаточной такую оценку его военных талантов, особенно по сравнению с наградами и почестями, полученными Потёмкиным. Объясняется это плохими отношениями Суворова с Потёмкиным, имевшим в то время большое влияние на Екатерину II.
В память о генералиссимусе сегодня в Измаиле есть памятник в его честь, его именем названы проспект и общеобразовательная школа № 1. В Измаильском районе есть село Суворово.

### Служба в Финляндии и Северном Причерноморье. 1791—1794

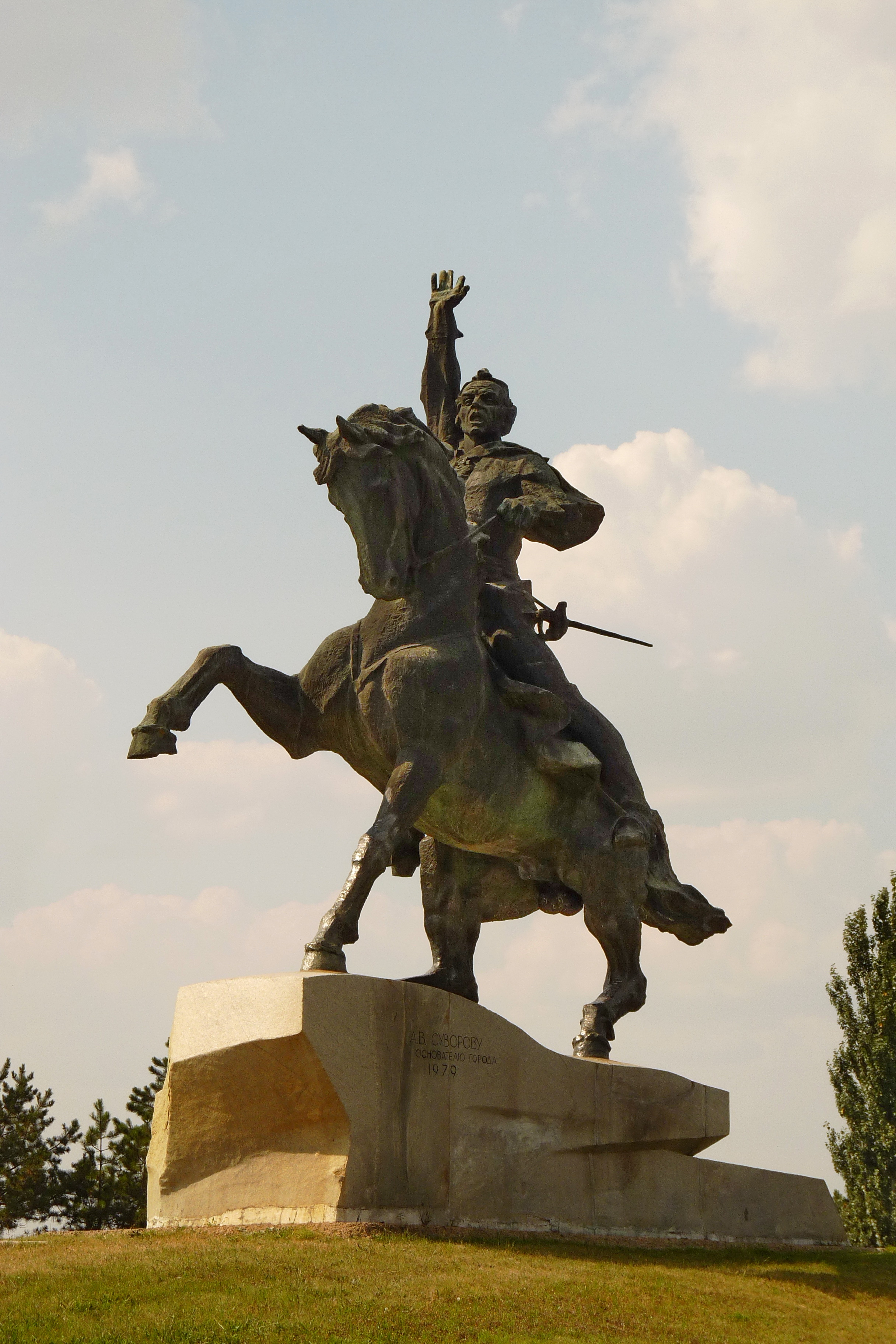
Конный памятник Суворову, установленный в 1979 году в Тирасполе

С 1791 года, командуя русскими войсками в Финляндии, Суворов руководил строительством укреплений на границе со Швецией. Ему также было вверено командование над Роченсальмским портом и Саймской флотилией. По предложению Суворова для Саймской флотилии были построены четыре военных канала, обеспечивавших прохождение судов из Вильманстранда в Нейшлот целиком по российской территории. Также была выстроена крепость Кюменеград, которая находится на территории нынешнего города Котка.
После смерти Потёмкина в 1792 году назначен на 2 года командующим войсками в Новороссии (Екатеринославском наместничестве и Таврической области). К этому времени возникла необходимость укрепления новой русско-турецкой границы, пролегавшей отныне по реке Днестр. Работа по составлению плана инженерной подготовки границ была поручена Суворову. Главное внимание Суворов уделил укреплению левого берега в нижнем течении Днестра. По его приказу на левом берегу Днестра на месте сожжённого турками села была построена крепость Средняя и в 1792 году заложен город Тирасполь. Под руководством Суворова осуществляется строительство крепостных сооружений в Хаджибее (Одессе). Основной целью этих военных приготовлений была возможная война (так и не состоявшаяся), в ходе которой императрица мечтала отвоевать у турок Константинополь.
Для планирования этой новой кампании полководцу требовались точные разведданные, и Суворов написал своему будущему биографу Фридриху Антингу, с которым познакомился накануне, когда тот в свите российского посланника проследовал в Константинополь через вверенные ему территории. Обстоятельный ответ на своё письмо, состоявшее из 22 вопросов об организации обороны города, источниках снабжения водой и продовольствием, состоянии армии и флота, а также политической ситуации в стане противника, Суворов получил из рук Антинга в феврале 1794 года. Довольный полководец через всесильного фаворита графа П. А. Зубова устроил Антинга на военную службу в чине секунд-майора в собственный штаб, где тот сделался его личным секретарём и адъютантом.

### Подавление польского восстания 1794 года. Штурм Праги
В мае 1794 года Суворов направлен в Подолию для подготовки ко второй польской кампании. В первой половине августа зачислен в состав армии генерал-аншефа Н. В. Репнина, с 4,5-тысячным отрядом вступил на охваченную восстанием территорию. Численность суворовских войск после присоединения других отрядов возросла до 11 тысяч солдат. За 6 дней корпус Суворова одержал 4 победы: 3 (14) сентября у местечка Дивин; на следующий день при Кобрине казацкий авангард Суворова разбил отряд конницы майора Рущича численностью до 400 сабель. 6 (17) сентября при монастыре Крупчицы близ Кобрина Суворов атаковал дивизию Ка́роля Сераковского (численностью в 5 тысяч человек при 26 орудиях) и отбросил его к Бресту. 8 (19) сентября вновь сразился с войсками Сераковского (13 тысяч при 28 орудиях) при Бресте и полностью их разгромил.
10 октября руководитель восставших Костюшко был пленён отрядом Ферзена под Мацеёвицами, который затем присоединился к Суворову, вследствие чего численность войск последнего возросла до 17 тысяч солдат.
Эти войска двинулись на Варшаву. Навстречу войскам Суворова был направлен отряд генерала Майена, состоящий из 5560 солдат (в том числе 1103 кавалерии) и 9 орудий. В 5 часов утра 15 (26) октября при Кобылке начался бой, продолжавшийся более 5 часов и закончившийся разгромом польских войск, часть из которых отступила к Праге, пригороду Варшавы на правой стороне Вислы.
До 21 октября (1 ноября) войска Суворова занимались на подступе к Варшаве подготовкой солдат, заготовкой фашин, лестниц и плетней для преодоления укреплений.

#### Штурм Праги войсками Суворова

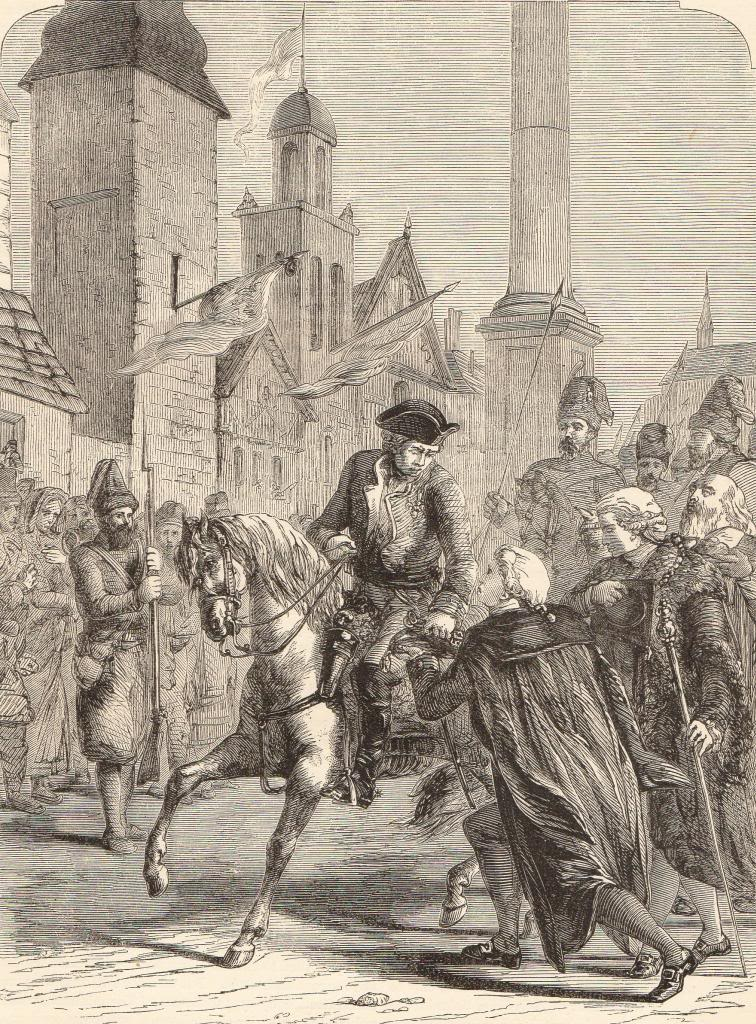
Вступление Суворова в Варшаву

23 октября (3 ноября) войска Суворова (до 25 тысяч солдат при 86 орудиях) подошли к Праге, предместью Варшавы, и начали артиллерийский обстрел самого города и его стен. На следующий день, приблизительно в 5 часов утра, семь колонн пошли на приступ полуразрушенных артиллерийским огнём укреплений, обороняемых гарнизоном и вооружёнными городскими ополченцами (20—30 тысяч) при 106 орудиях. Русские колонны под огнём ворвались в Прагу с разных сторон. Среди защитников Праги началась паника, и к 9 часам утра 24 октября (4 ноября) польские войска капитулировали.

В бою погибло по разным данным от 10—13 до 20 тысяч поляков и немного больше взято в плен, с русской стороны согласно официальной реляции убито 580 солдат и ранено 960. Российский генерал фон Клуген так вспоминал о прошедшем бою в Праге:
В нас стреляли из окон домов и с крыш, и наши солдаты, врываясь в дома, умерщвляли всех, кто им ни попадался <…> Ожесточение и жажда мести дошли до высочайшей степени <…> офицеры были уже не в силах прекратить кровопролитие <…> У моста настала снова резня. Наши солдаты стреляли в толпы, не разбирая никого, — и пронзительный крик женщин, вопли детей наводили ужас на душу. Справедливо говорят, что пролитая человеческая кровь возбуждает род опьянения. Ожесточённые наши солдаты в каждом живом существе видели губителя наших во время восстания в Варшаве. „Нет никому пардона!“ — кричали наши солдаты и умерщвляли всех, не различая ни лет ни пола…
Именно по материалам событий в Праге последующая польская и французская пропаганда сформировали в глазах западноевропейцев образ Суворова как жестокого военачальника. Суворов принял депутатов из Варшавы прямо на поле боя, среди множества трупов, демонстративно предупреждая поляков о последствиях дальнейшего сопротивления. Тем не менее демонстративные действия Суворова имели эффект, и 29 октября (9 ноября) на берегу Вислы магистрат поднёс Суворову хлеб-соль и городские ключи, которые символизировали капитуляцию Варшавы. На просьбу польского короля Станислава освободить одного польского офицера Суворов освободил сразу 500 пленных офицеров, а ещё до того по домам были отпущены 6 тысяч польских ополченцев. Городской магистрат от имени жителей Варшавы подарил Суворову золотую табакерку с бриллиантами и надписью «Варшава своему избавителю, дня 4 ноября 1794». После капитуляции Варшавы и объявленной Суворовым амнистии войска повстанцев по всей Польше в течение недели сложили оружие.
После окончания сражения генерал-аншеф Суворов направил императрице Екатерине II письмо, состоявшее из трёх слов: «Ура! Варшава наша!» и получил ответ «Ура! Фельдмаршал Суворов!» Таким образом 19 (30) ноября 1794 года за взятие Праги Суворов был удостоен высшего воинского чина — генерал-фельдмаршал. Также в начале 1795 года Суворов был назначен командующим всеми русскими войсками в Польше, затем главнокомандующим 80-тысячной армией, расположенной в Брацлавском, Вознесенском, Екатеринославском и Харьковском наместничествах со штаб-квартирой в Тульчине.
18 (29) августа 1795 года пожалован имением Кобринский ключ в 7 тысяч душ в Беларуси, получил прусские ордена Чёрного орла, Красного орла и другие награды.
В этот период им написана книга «Наука побеждать» — выдающийся памятник русской военной мысли.

## Военная карьера приПавле I

### Взаимоотношения с Павлом I. Опала

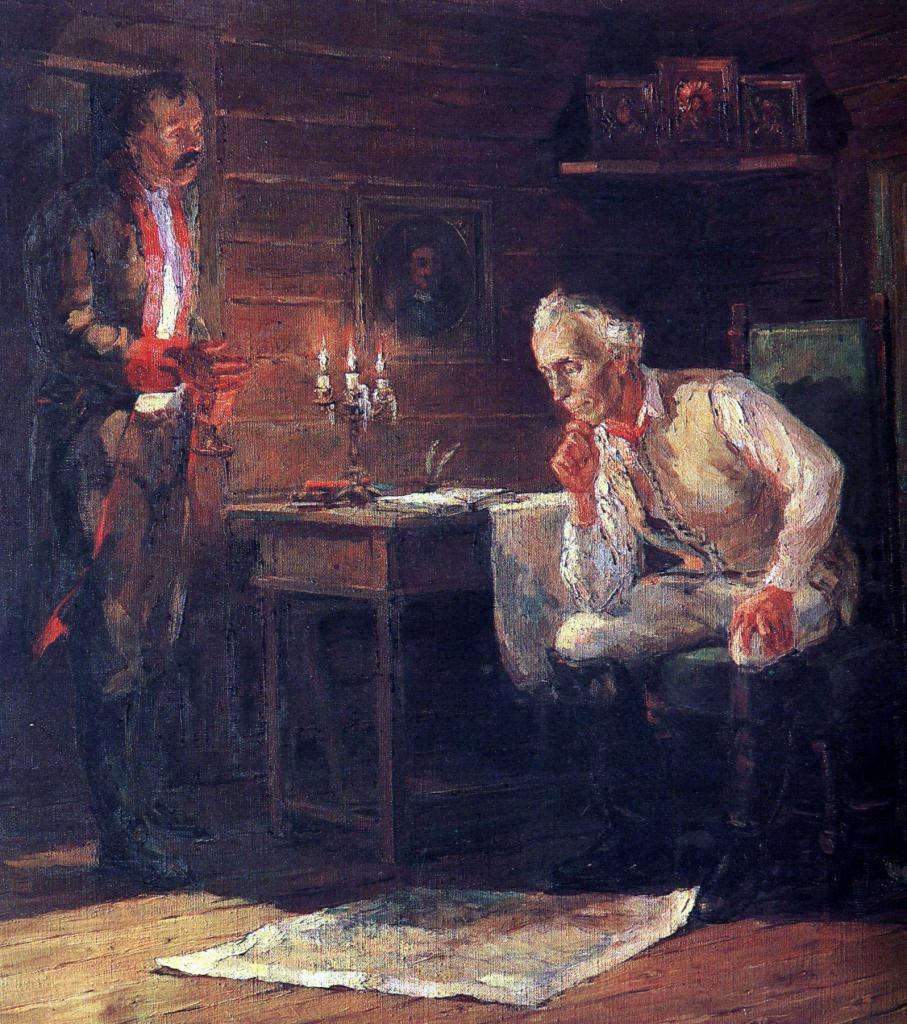
Фельдмаршал Суворов в опале

После смерти 6 ноября 1796 года Екатерины II на престол вступил Павел I, сторонник прусской военной системы Фридриха Великого, в соответствии с которой он стал реформировать русскую армию. Были введены новая форма одежды, новый воинский устав. Главное внимание уделялось муштре войск, смотрам и парадам. Сторонник «просвещённой монархии», создавший свою систему организации и снабжения войск и с успехом её применявший, Суворов выступал против насаждения императором Павлом I прусских палочных порядков в армии, что вызвало враждебное отношение к нему придворных кругов. Вопреки указаниям Павла I, Суворов продолжал воспитывать солдат по-своему. Он говорил: «Русские прусских всегда бивали, что ж тут перенять?», «Пудра не порох, букля не пушка, коса не тесак, и я не немец, а природный русак». Эти обстоятельства вызвали раздражение и гнев императора, и 6 февраля 1797 года Суворов был уволен в отставку без права ношения мундира и в конце марта прибыл в своё имение Губерния у белорусского городка Кобрин. С ним последовали 19 бывших офицеров его штаба, каждому из которых Суворов подарил по небольшой деревне с крестьянами. Павлу I неоднократно докладывали об этих обстоятельствах, но решающую роль сыграл, по свидетельству мемуаристки графини В. Н. Головиной, донос, доставленный императору в самый день коронации 5 апреля. Стремясь выместить какую-то давнюю обиду на своего бывшего начальника, генерал-лейтенант М. П. Румянцев доносил, что Суворов в Кобрине «волнует умы и готовит бунт». Государь распорядился немедленно его оттуда выслать в собственное же имение Кончанское (Боровичский уезд, Новгородская губерния). 22 апреля чиновник тайной экспедиции Ю. А. Николев внезапно приехал в Кобрин, предъявил именное распоряжение императора и решительно потребовал от графа Суворова собираться, не медля. На следующее утро они выехали и 5 мая прибыли в Кончанское. Передав отставного фельдмаршала под присмотр боровицкого городничего Вындомского, Николев вновь уехал в Кобрин, чтобы арестовать оставшихся там офицеров. Среди них был и адъютант Суворова Фридрих Антинг. Арестованные были посажены в Киевскую крепость, но после двух месяцев дознания отпущены по домам, поскольку никакой вины за ними установить не удалось. Большинство из них вернулось в Кобрин к своим новым деревням. Павел I лично распорядился всем им, в первую очередь Антингу, уехавшему к семье в Санкт-Петербург, запретить какие-либо контакты с опальным полководцем.

Поначалу условия содержания Суворова в Кончанском были весьма строгими — Вындомскому было предписано находиться при графе неотлучно, перехватывать любую корреспонденцию, воспрещать какие-либо перемещения за пределами села и приём посетителей. Тем не менее, его дочь графиня Н. А. Зубова сумела выхлопотать разрешение на посещение отца в Кончанском, куда прибыла в июле 1797 года вместе с младшим братом Аркадием и пробыла у него до конца сентября. Тогда же в сентябре Вындомского, сказавшегося больным, сменил всё тот же Николев. Не получив чётких инструкций, он так же пытался контролировать корреспонденцию и перемещения графа, однако быстро убедился, что на практике делать это в одиночку невозможно. Опальный жил в доме на отшибе со своим камердинером Прохором Ивановым и двумя отставными солдатами, часто общался со своими крестьянами-карелами на их языке, которого чиновник не знал. Ничто не могло помешать графу ни уехать в любой момент, ни тайно передать или получить корреспонденцию. На жалобы надзирателя ему в помощь прислали из губернии двух солдат, но 10 октября Павел I постановил: «растолковать Николеву, что он определяется к графу Суворову для надзора за ним неприметным образом, следовательно, сии намерения им смотреть г. Николева остановить». Таким образом, при Николеве надзор за опальным был значительно ослаблен. Благодаря подробным рапортам обоих надзирателей, известны бытовые детали и распорядок дня Суворова в Кончанском:
<…>Он вставал за 2 часа до света, пил чай, обливался водою, на рассвете шёл в церковь, где стоял заутреню и обедню, причём сам читал и пел. Обед подавался в 7 часов, после обеда Суворов спал, потом обмывался, в своё время шёл к вечерне, после того обмывался раза три и ложился спать. Скоромного он не ел, был весь день один и разговаривал лишь со своими людьми, несколькими отставными солдатами. Носил он обыкновенно канифасный камзольчик, одна нога в сапоге, другая (раненая) в туфле; по воскресеньям и другим праздникам надевал егерскую куртку и каску; в высокоторжественные дни куртку заменял фельдмаршальским мундиром без шитья, но с орденами. Свой простой ежедневный костюм Суворов впрочем ещё упрощал до минимума: ходил без рубашки, в одном нижнем белье, как делывал обыкновенно в лагерное время

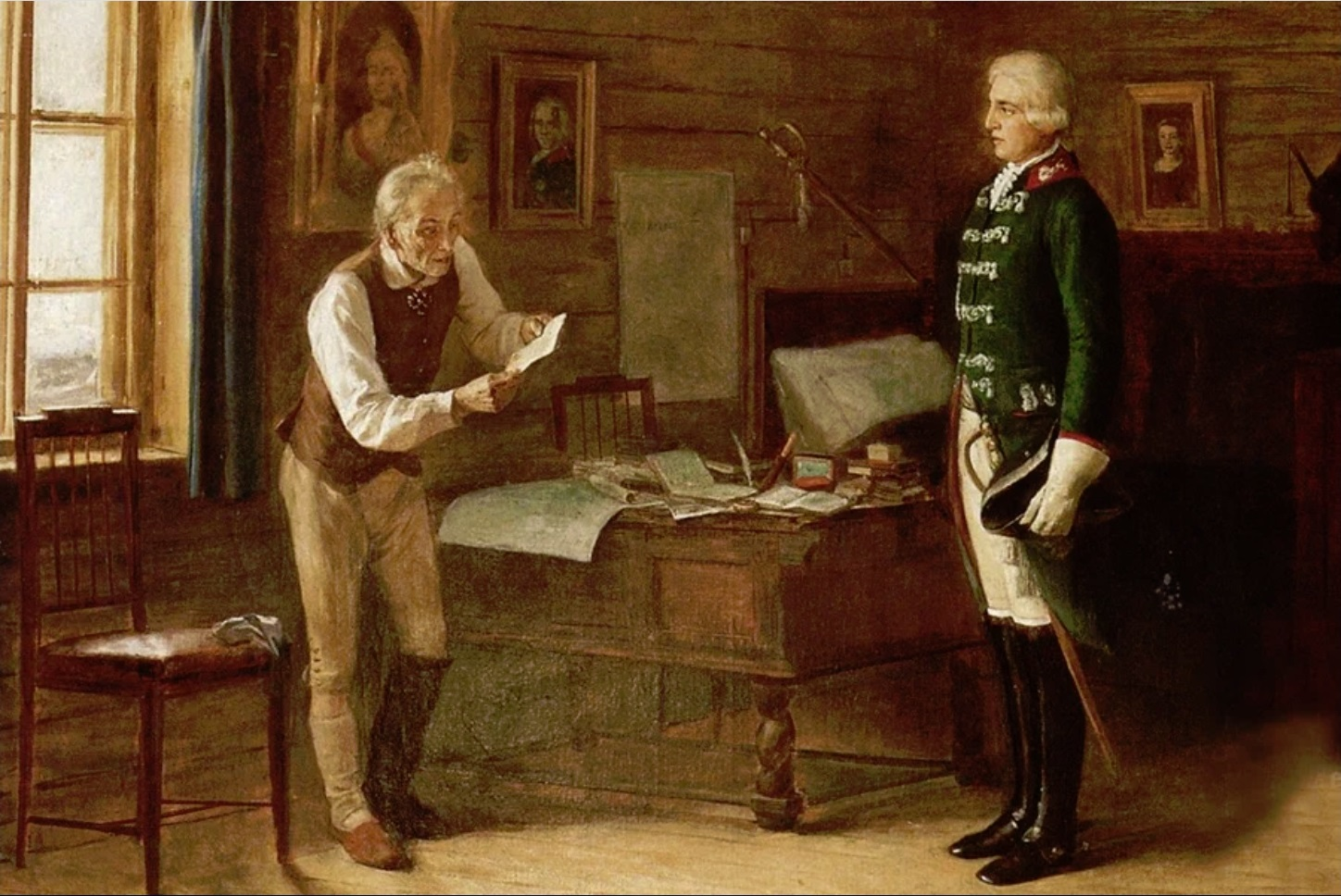
Неожиданное послание от Императора Павла I к Суворову в Кончанском. Художник П. И. Геллер, 1902 год

1 февраля 1798 года князь Горчаков получил приказание ехать к Суворову и сообщить от имени императора Павла, что фельдмаршал может вернуться в Петербург. Однако Суворов продолжал вызывать недовольство Павла, по-прежнему постоянно подшучивая над новыми армейскими порядками. Вскоре Суворов изъявил желание вернуться обратно в Кончанское; надзор был снят, Николев уехал, а переписка более не контролировалась. В начале сентября 1798 года к Суворову приехал старый сослуживец генерал-майор Прево де Люмиан, отправленный Павлом I узнать мнение Суворова о том, как вести войну с французами в современных условиях (победы Наполеона вызвали обеспокоенность русского двора). Суворов продиктовал девять правил ведения войны, отражавшие наступательную стратегию полководца.
Несмотря на это и подобные посещения и свободу перемещений, в селе здоровье Суворова ухудшилось, усилилась скука и раздражительность, и он принял решение удалиться в монастырь. В декабре 1798 года он написал прошение императору. Ответа не последовало, а 6 февраля 1799 года в Кончанское приехал флигель-адъютант Толбухин и привёз Суворову письмо императора: «Граф Александр Васильевич! Теперь нам не время рассчитываться. Виноватого Бог простит. Римский император требует вас в начальники своей армии и вручает вам судьбу Австрии и Италии…».

### Итальянский поход 1799 года

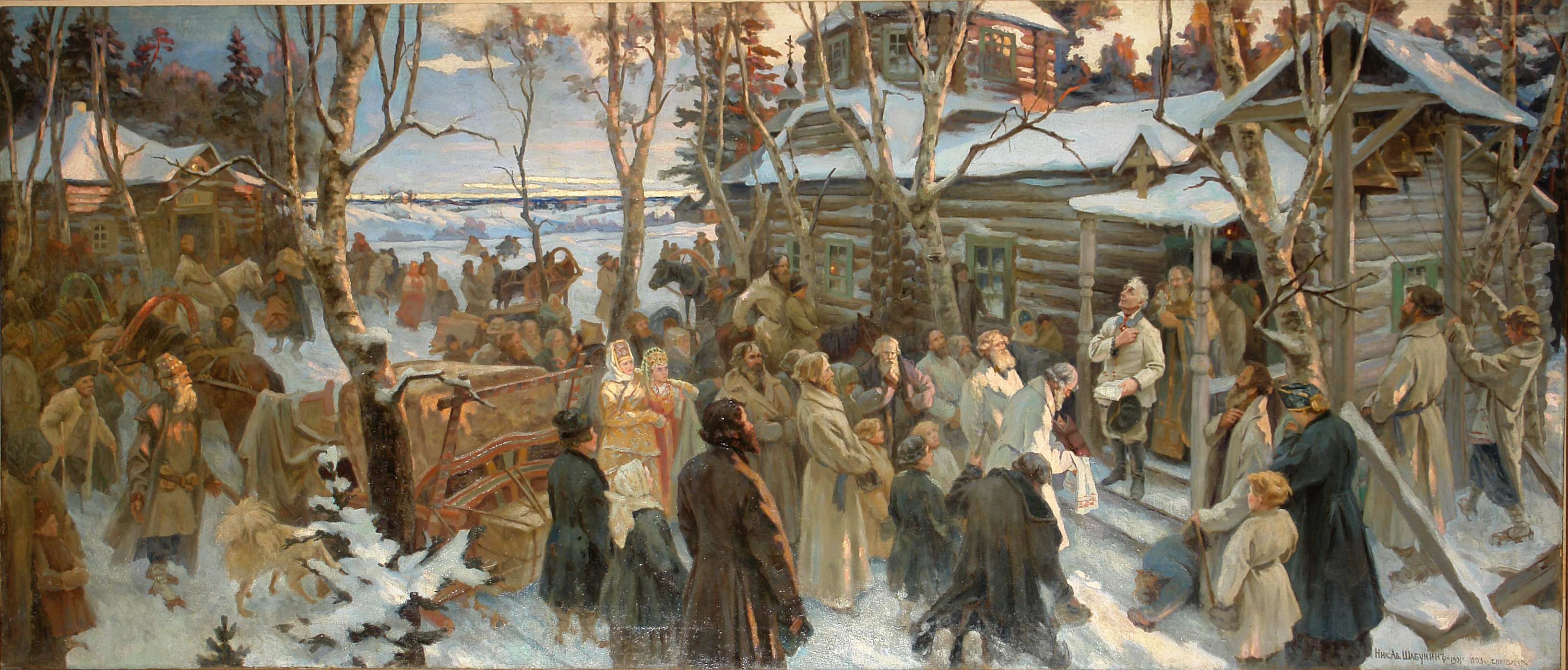
Отъезд А. В. Суворова из села Кончанского в поход 1799 г. Худ. Н. А. Шабунин, Государственный мемориальный музей А. В. Суворова

В 1798 году Россия вступила во 2-ю антифранцузскую коалицию (Великобритания, Австрия, Турция, Неаполитанское королевство). Была создана объединённая русско-австрийская армия для похода в северную Италию, захваченную войсками Французской Директории. Первоначально во главе армии планировалось поставить эрцгерцога Иосифа. Но по настоянию англичан австрийский император обратился с просьбой к Павлу I назначить командующим Суворова. Вызванный из ссылки полководец прибыл в Вену 14 (25) марта 1799 года, где 20 (31) марта император Франц II присвоил Суворову звание генерал-фельдмаршала Священной Римской империи. 4 (15) апреля полководец прибыл к русским войскам в Верону, а на следующий день перешёл с войсками в Валеджо.
Уже 8 (19) апреля началось выдвижение из Валеджо к реке Адде союзных русско-австрийских войск численностью около 80 тысяч человек под командованием Суворова. Перед походом он выступил с обращением к итальянскому народу.
Первым столкновением суворовских войск с французами на захваченной ими итальянской территории явилось взятие 10 (21) апреля города-крепости Брешиа (в этом бою отличился генерал-майор князь Багратион). Взятие Брешии дало возможность начать блокаду крепостей Мантуя и Пескьера (на что было выделено 20 тысяч человек) и начать движение основной части войска к Милану, куда для его защиты отступали части французской армии, которые закрепились на противоположном берегу реки Адды. 15 (26) апреля был взят город Лекко, 16 (27) апреля началась основная часть сражения на реке Адде: русские войска переправились через реку и нанесли поражение французской армии под руководством генерала Жана Виктора Моро. Французы потеряли около 3 тысяч убитыми и около 5 тысяч пленными. Заключительным этапом сражения на реке Адде стала битва при Вердерио, итогом которого стала сдача французской дивизии генерала Серюрье.

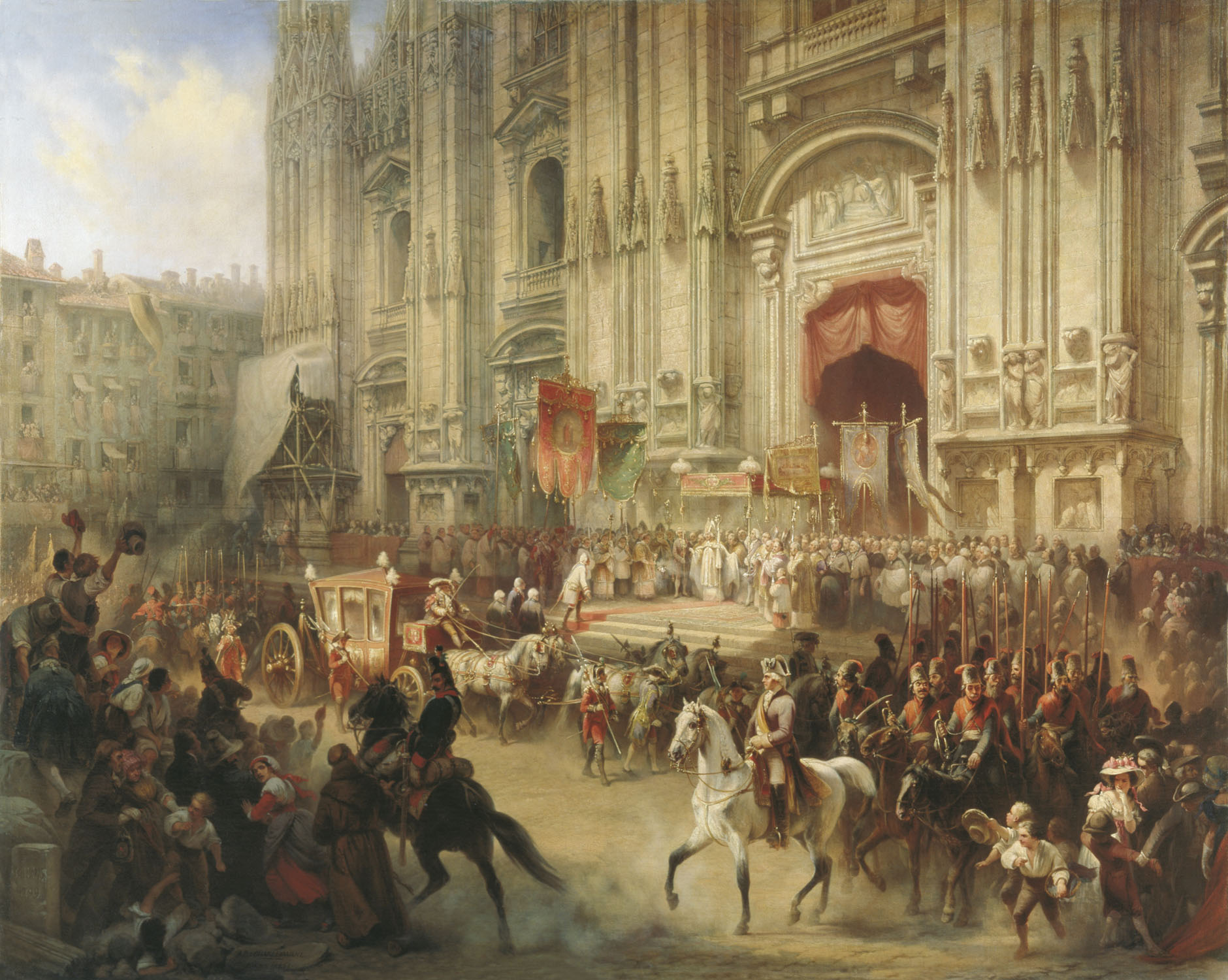
Торжественная встреча Суворова в Милане в апреле 1799 года. Художник А.Шарлемань, середина XIX века

В результате сражения французская армия отступила, и 17 (28) апреля союзные войска вступили в Милан. 20 апреля (1 мая) они выступили к реке По. В этом походе были взяты крепости Пескьера, Тортона, Пицигетоне, в каждой из которых Суворов оставлял гарнизон из числа австрийцев, поэтому его армия постепенно сокращалась. В начале мая Суворов начал движение на Турин. 5 (16) мая французский отряд генерала Моро около города Маренго напал на австрийский дивизион, но с помощью отряда Багратиона был отброшен. Французские войска вынуждены были отступить, оставив без боя крепости Казале и Валенцу и открыв дорогу на Турин, который был взят без боя (благодаря поддержке местных жителей и Пьемонтской национальной гвардии) 15 (26) мая. В результате практически вся северная Италия была очищена от французских войск.

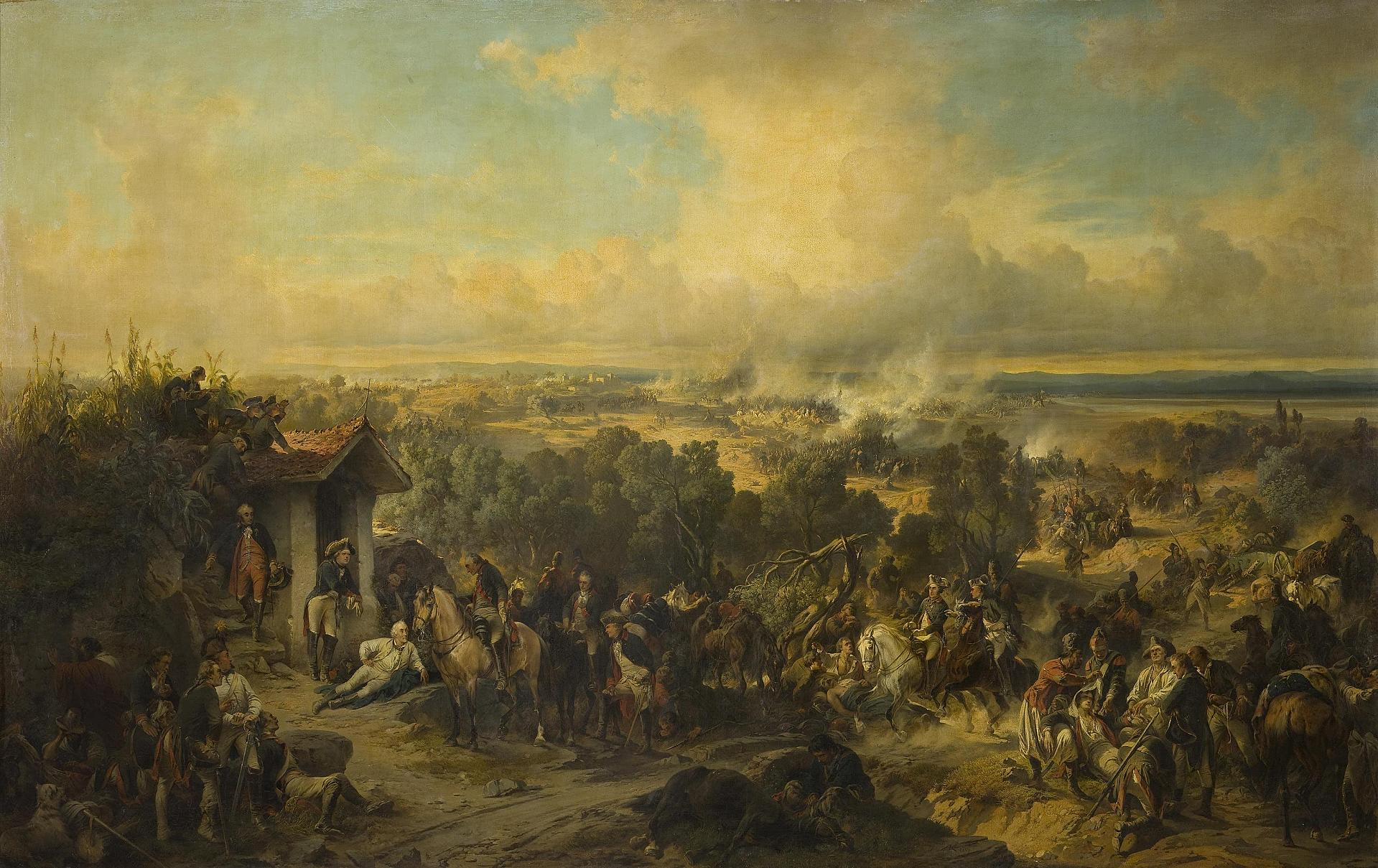
Битва при Треббии. Художник А.Коцебу

Между тем в середине мая во Флоренцию прибыла армия генерала Макдональда и двинулась к Генуе на соединения с Моро. 6 (17) июня на реке Треббия началось сражение между русско-австрийскими войсками Суворова и французской армией Макдональда. Оно длилось трое суток и закончилось поражением французов, потерявших убитыми и взятыми в плен половину своей армии.

В июле 1799 года пали крепости Алессандрия и Мантуя. После падения последней указом сардинского короля Карла Эммануила IV от 12 (23) июня 1799 года главнокомандующий союзной русско-австрийской армией фельдмаршал граф Александр Васильевич Суворов-Рымникский был возведён, по праву первородства, в княжеское достоинство с титулом «Кузен короля» и гранд Сардинского королевства и получил чин Великого маршала войск пьемонтских. Высочайшим рескриптом Павла I от 2 (13) августа 1799 года дозволено ему принять означенные титулы и пользоваться ими в России. Император Павел был чрезвычайно рад, что его подданный, предводитель русских войск, сделался предметом такого внимания и отличий, о чём написал в любезном рескрипте на имя Сардинского короля, благодаря его за великодушную оценку заслуг Суворова и русской армии. И самому Суворову Государь выразил по этому поводу своё благоволение, как бы не желая упустить случая сделать ему приятное. Дозволив принять отличия, пожалованные Карлом Эммануилом, император написал: 
«через сие вы и мне войдете в родство, быв единожды приняты в одну царскую фамилию, потому что владетельные особы между собою все почитаются роднёю».
Между тем новый главнокомандующий французских войск в Италии генерал Жубер объединил все французские отряды и выступил к Пьемонту. 3 (14) августа французы заняли Нови. К Нови подошла и армия союзников, и 4 (15) августа началось сражение при Нови. В ходе 18-часового сражения французская армия была полностью разгромлена, потеряв убитыми 7 тысяч человек (включая и её командующего Жубера), 4,5 тысяч пленных, 5 тысяч раненых и 4 тысячи дезертировавших. Сражение при Нови стало последним крупным сражением в ходе Итальянского похода.
Именным Высочайшим указом от 8 (19) августа 1799 года генерал-фельдмаршал граф Александр Васильевич Суворов-Рымникский возведён, с нисходящим его потомством, в княжеское Российской империи достоинство с титулом князя Италийского и повелено ему именоваться впредь князем Италийским графом Суворовым-Рымникским. 24 августа (4 сентября) 1799 года император Павел I повелел, чтобы Суворову оказывались почести «…подобно отдаваемым особе Его Императорского Величества».

Описывая отношение современников к победам Суворова в Итальянском походе, Петрушевский приводит следующие факты:
Не только Россия и Италия чествовали русского полководца и восторгались при его имени; в Англии он тоже сделался первою знаменитостью эпохи, любимым героем. Газетные статьи, касающиеся Суворова и его военных подвигов, появлялись чуть не ежедневно; издавались и особые брошюры с его жизнеописаниями, и карикатуры. Имя Суворова сделалось даже предметом моды и коммерческой спекуляции; явились Суворовские прически, Суворовские шляпы, Суворовские пироги и проч. В театрах пели в его честь стихи, на обедах пили за его здоровье; по словам русского посланника в Лондоне, графа С. Р. Воронцова, Суворов и Нельсон были «идолами английской нации, и их здоровье пили ежедневно во дворцах, в тавернах, в хижинах». По его же словам, на всех официальных обедах, после тоста за здоровье короля, провозглашалась здравица Суворову; мало того, однажды, после смотра Кентской милиции и волонтёрам, когда лорд Ромней угощал короля и всё 9-тысячное войско обедом, король провозгласил первый тост за здоровье Суворова.

Суворовские портреты пошли теперь сильно в ход. Граф Семён Воронцов обратился к Суворову с просьбой — выслать свой профиль для награвирования и когда получил желаемое, то благодарил в выспренних выражениях, говоря, что ему, Воронцову, не дают покоя, все неотступно просят портрет, все жаждут иметь изображение героя. То же самое происходило почти по всей Европе. Известный корреспондент Екатерины II Гримм, находившийся в 1799 году русским резидентом в Брауншвейге, пишет С. Р. Воронцову, что принужден постоянно принимать целые процессии желающих взглянуть на миниатюрный портрет Суворова, подаренный ему, Гримму, Суворовым после последней Польской войны, и теперь, вследствие непрекращающихся просьб, заказал с портрета гравюру. В России слава Суворова доведена была патриотическим чувством до апогея; он составлял гордость своего отечества; в современной корреспонденции беспрестанно наталкиваешься на слова: «приятно быть русским в такое славное для России время. (Петрушевский А. «Генералиссимус князь Суворов» 1884 г. С-Петербург, т.3, с.182-184)
Результатом Итальянского похода стало освобождение в короткие сроки Северной Италии от французского господства. Победы союзников были обусловлены, главным образом, высокими морально-боевыми качествами русских войск и выдающимся полководческим искусством Суворова.

### Швейцарский поход
После освобождения Северной Италии Суворов предполагал развернуть наступление на Францию, нанося главный удар в направлении Гренобль, Лион, Париж. Но этот план был сорван союзниками, опасавшимися усиления влияния России в районе Средиземного моря и Италии. Великобритания и Австрия решили удалить русскую армию из Северной Италии. Суворову было предписано, оставив в Италии австрийские войска, во главе русских войск направиться в Гельветическую республику, соединиться с действовавшим там русско-австрийским корпусом под командованием генерал-лейтенанта Александра Михайловича Римского-Корсакова и фельдмаршал-лейтенанта Фридриха фон Готце и оттуда действовать против французов с целью их полного изгнания с территории Швейцарии.
31 августа (11 сентября) 1799 года русские войска выступили из Алессандрии и за шесть суток прошли 150 км до Таверны. По прибытии обнаружилось, что австрийцы, в нарушение достигнутых договорённостей, не доставили туда 1429 мулов, необходимых для перевозки провианта и артиллерии. Между тем свою полевую артиллерию и обозы русская армия отправила кружным путём через Австрию. Мулы были доставлены только четыре дня спустя и всего 650 голов. Австрийские офицеры дали также неправильные сведения о численности французской армии, почти на треть её преуменьшив. По некоторым сведениям, австрийцы также якобы ввели Суворова в заблуждение, уверяя, что вдоль Люцернского озера от Альтдорфа к Швицу идёт пешеходная тропа, которой на самом деле не было.
10 (21) сентября 1799 года русско-австрийский корпус Суворова выступил двумя колоннами. Начался Швейцарский поход Суворова, ставший значительной страницей истории русской армии. Первым крупным столкновением с французами стал штурм перевала Сен-Готард, перекрывавшего путь через Швейцарские Альпы. Оборонявшая его французская дивизия Лекурба была равна по численности половине всей русской армии. Взяв деревни Урсерен и Хоспенталь, русские войска начали штурм на рассвете 13 (24) сентября 1799 года. С третьего приступа перевал был взят. 14 (25) сентября 1799 года русские войска объединились и двинулись к Швицу, где на пути вновь предстояло штурмовать французские укрепления в исключительно трудных условиях: в районе Чёртова моста, который был перекинут через ущелье, по которому текла река Ройс. Путь к мосту шёл через «Урсернскую дыру» — узкий тоннель, пробитый в огромных практически отвесных утёсах.

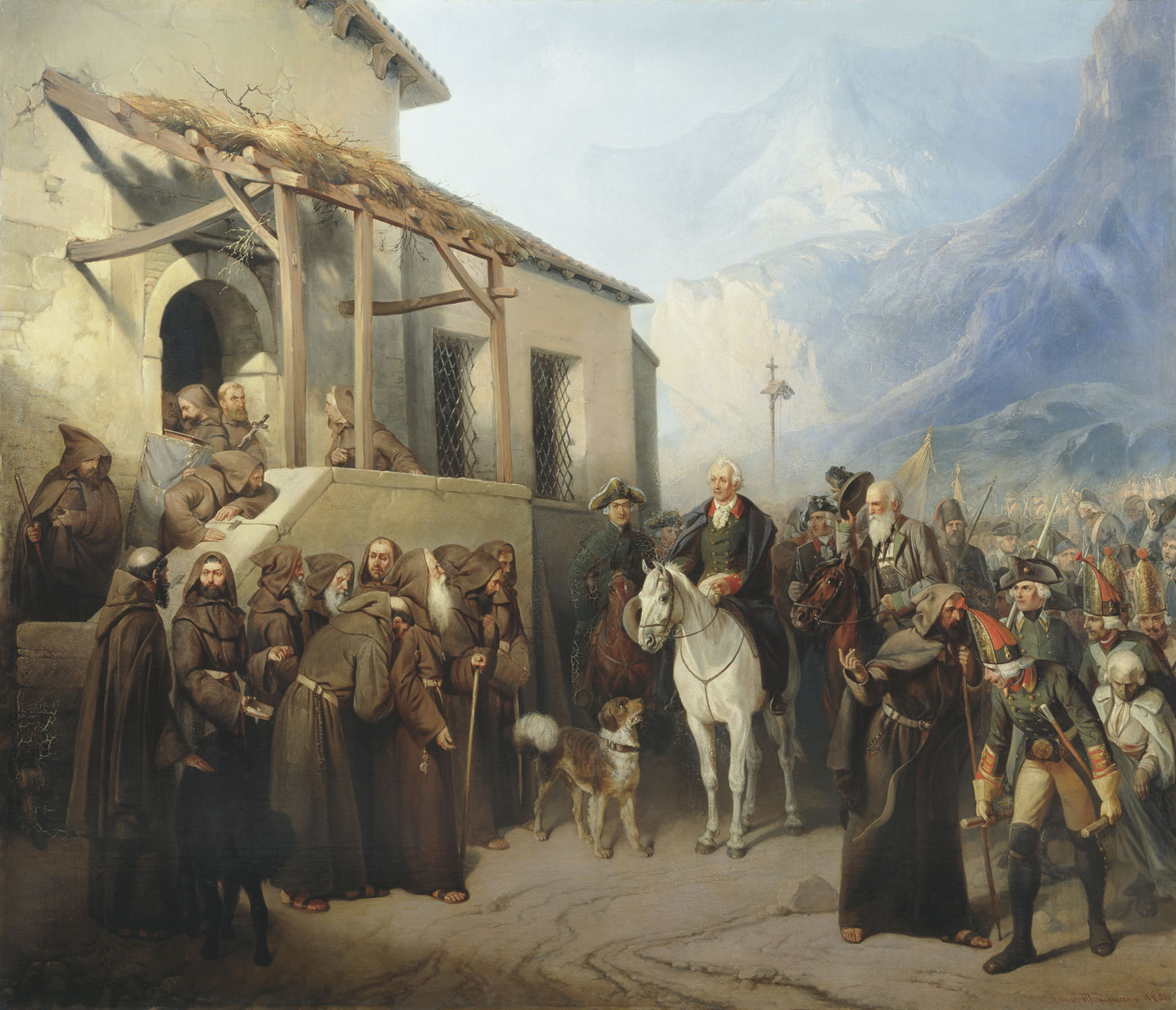
А. И. Шарлемань. «Фельдмаршал Суворов на вершине Сен-Готарда 13 сентября 1799 года»

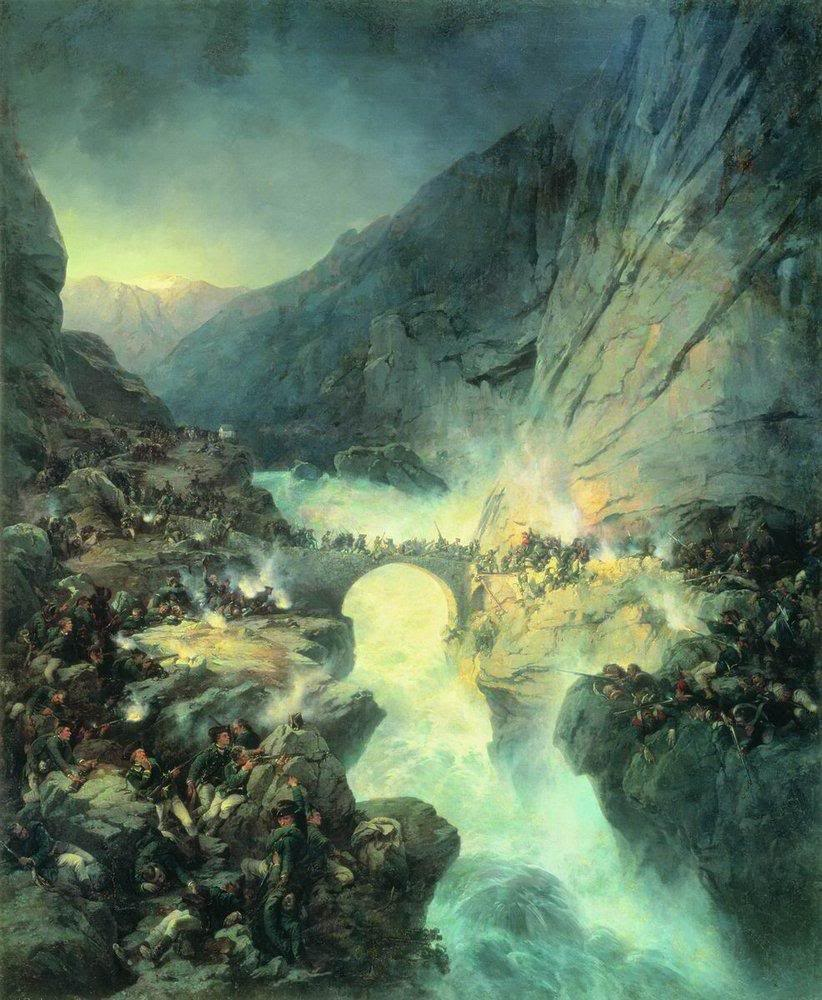
Переход Суворова через Чёртов мост. Художник А. Е. Коцебу

В Швейцарском походе проявились как полководческий гений Суворова, так и тактическое мастерство русских командиров. Обойдя по дну ущелья французов, русские войска сумели отбросить их от выхода из тоннеля, и бой завязался уже за сам Чёртов мост. Его удалось взять, восстановив частично разрушенный пролёт прямо под огнём противника. С боями и тяжёлой борьбой с неблагоприятными природными условиями войско продвигалось дальше. Наиболее тяжёлым испытанием на Сен-Готардской дороге был переход через наиболее высокую и крутую заснеженную гору Бинтнерберг, против и посередине водопада. При переходе погибло много русских солдат. Наконец, перейдя через гору и вступив в Альтдорф, Суворов обнаружил отсутствие дороги вдоль Фирвальдштетского (Люцернского) озера, о которой ему говорили австрийцы, что делало дальнейшее продвижение на Швиц невозможным. Все лодки были угнаны отступавшими французами из остатков дивизии Лекурба.
Между тем начал заканчиваться провиант, а французы продолжали стягивать войска к Фирвальдштедскому озеру. В сложившихся обстоятельствах Суворов принял решение направить войска по пастушьей тропе, ведущей через заснеженный перевал на склоне горы Росшток (2193 м; нем. Rossstocklücke)) в долину реки Муоты, откуда имелась дорога на Швиц. Во время этого сложного горного перехода Суворов, которому уже исполнилось 68 лет, тяжело заболел. Переход через Росшток занял 12 часов. Спустившись к деревне Муотаталь (нем. Muotathal; в прошлом известна, как Мутен нем. Mutthen), союзники застали французов врасплох и быстро выбили их оттуда. Здесь же к вечеру 19 (30) сентября 1799 Суворов узнал, что войска французского генерала Андрэ Массены наголову разгромили под Цюрихом корпус Римского-Корсакова и фон Готце, на помощь которым он спешил. Продолжать движение к Швицу, занятому главными силами противника, стало бессмысленным. Тем временем, Массене удалось своими войсками запереть выходы из Муотаталя — узкой, зажатой между непроходимыми утёсами долины, что поставило союзный корпус в критическое положение.
Войска Суворова сумели прорваться из долины через французские позиции в восточном направлении и с боями начали продвижение к Гларусу. Уже практически не осталось провианта и патронов, одежда и обувь износилась, многие солдаты и офицеры были босы. 20 сентября (1 октября) 1799 года в долине Муоты семитысячный арьергард русской армии под командованием Розенберга, прикрывавший Суворова с тыла, разгромил 15-тысячную группировку французских войск под командованием самого Массены, едва не попавшего в плен:
«В этих боях в плен чуть не попал и сам Массена, которого гренадер Махотин пытался стащить с лошади. У русского воина остался в руках оторванный генеральский эполет. „Неприятель, — доносил Розенберг, — более 8 вёрст до самого Швица гнан был“».

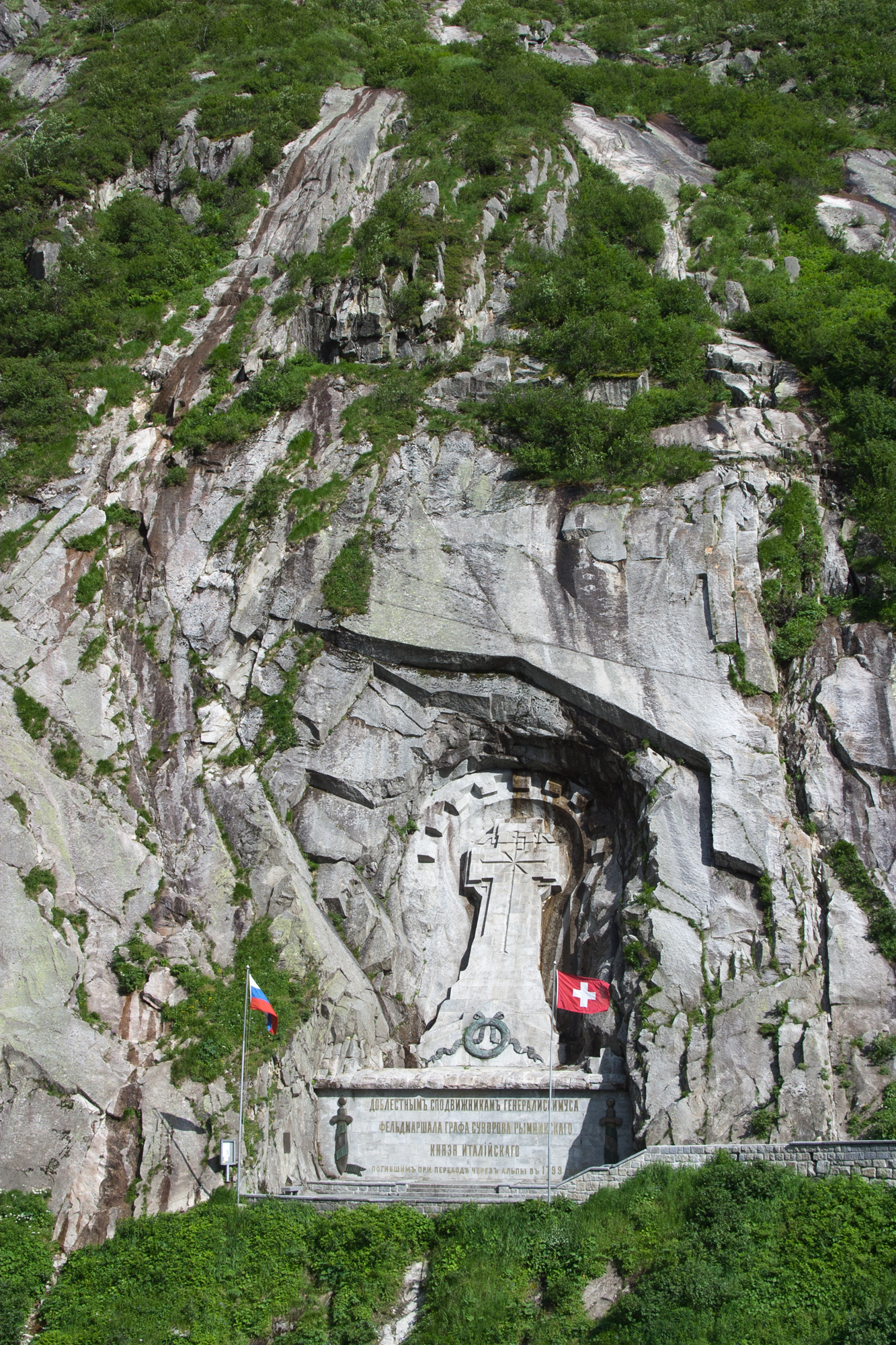
Памятник воинам Суворова, погибшим в швейцарских Альпах

Только в этом бою погибло от 4 до 5 тысяч французов и около 1200, в том числе генерал Ла Курк, были взяты в плен. Русские потеряли около 700 человек убитыми и раненными.
В это же самое время авангарду под командованием Багратиона удалось пробить союзным войскам дорогу через Клёнтальскую долину к Гларусу. Отсюда он попытался сходу развить наступление на север, однако у деревни Моллис был остановлен французами и швейцарским ополчением. После целого дня упорных боёв авангард Багратиона был принуждён отступить к Гларусу, куда уже стянулся весь суворовский корпус. Здесь русских покинула последняя австрийская бригада. Суворов намеревался следовать своему плану, намеченному ещё в Муотатале: после короткой передышки прорвать французскую оборону у Моллиса и продолжать наступление на север, чтобы выйти южным берегом Валензе к занятому австрийцами Заргансу. Однако русский генералитет во главе с великим князем Константином Павловичем настаивал на том, что сил для этого недостаточно и необходимо оторваться от французов, чтобы спасти измотанную армию. Полководец, учитывая тяжёлое состояние своих войск, почти полное отсутствие обуви и боеприпасов, вынужден был, хотя и неохотно, согласиться с их доводами и начать отступление через Эльм и перевал Паникс (Рингенкопф) в верховья Рейна на соединение с остатками корпуса Римского-Корсакова. Это был последний и один из наиболее тяжёлых переходов. Французы быстро догнали и стали непрерывно нападать на арьергард русской армии, которым теперь командовал Багратион. Несмотря на свежие силы, артиллерию и боеприпасы в достатке, они не могли противостоять штыковым контра-атакам русских. Вопреки тяжёлым потерям в арьергардных боях (только пленных французами было взято 800 человек), русская армия сумела отбиться и избежать поражения. Измотанное войско начало тяжёлое восхождение на перевал Паникс где бушевал буран — противник прекратил преследование. На этом пути замёрзло и сорвалось в пропасть около 200 человек; там же были сброшены в все пушки, свои и отбитые у французов, потеряно около 300 мулов. Последним испытанием стала ночёвка в снегу на вершине Пникса и крутой спуск с него (предположительно изображённый на картине Сурикова «Переход Суворова через Альпы»). Суворов разделял со своими людьми все тяготы изнурительного перехода и постоянно подбадривал их, подтрунивал над теми, кто бросил оружие или же слишком много жаловался. Одетый лишь в лёгкий мундир, чтобы показать пример стойкости своим измученным солдатам, он неизменно отказывался от плаща, который ему настойчиво предлагал адъютант. Суворов прошёл с солдатами до вершины перевала, а во время спуска:

Он сидел на казачьей лошади, и я слышал сам, как он усиливался вырваться из рук двух шедших по сторонам его дюжих казаков, которые держали его самого и вели его лошадь; он беспрестанно говорил: «Пустите меня, пустите меня, я сам пойду!» Но усердные его охранители молча продолжали своё дело, а иногда с хладнокровием отвечали: «Сиди!» И великий повиновался!— капитан Николай Алексеевич Грязев, «Мой журнал» (дневник)
27 сентября (8 октября) 1799 года не преследуемая более противником армия Суворова достигла города Кур — последнего на своём пути крупного швейцарского населённого пункта. После этого русское войско покинуло территорию Гельветической республики и через Австрию, Баварию и Богемию двинулись в сторону России. Швейцарский поход завершился.
В своей последний боевой поход Суворов отправился во главе 21,5-тысячной русской армии. Из окружения с ним вышло примерно 14 000 человек в весьма плачевном состоянии: лишь десять тысяч из них были боеспособны — остальные страдали от истощения, ран, обморожений и различных заболеваний. Армия осталась без боеприпасов и провианта, потеряла большую часть лошадей и вьюков, в горах была брошена одна треть ружей и вся артиллерия. Кроме того, в Гларусе Суворов был вынужден оставить на милость французов около 1300 тяжело раненых и больных воинов. Остальные — погибли или захвачены в плен в боях, замёрзли на горных перевалах или разбились в пропастях. Всего потери составили около 5100 человек погибшими и не менее 2100 пленными, большинство из которых позже были возвращены в Россию. Потери австрийцев неизвестны. Французские войска, обладавшие подавляющим превосходством в численности, потеряли, по оценке самого Суворова, в 3-4 раза больше русских, однако точных данных об этом нет. В ходе боевых действий было захвачено в плен 2778 французских солдат и офицеров, половину которых Суворов сумел вывести живыми из Альп как свидетельство одержанных побед. Тем не менее главная цель похода — изгнание французов, — достигнута не была: Франция сохранила свой полный контроль над Гельветической республикой, каким он был до начала Швейцарского похода.

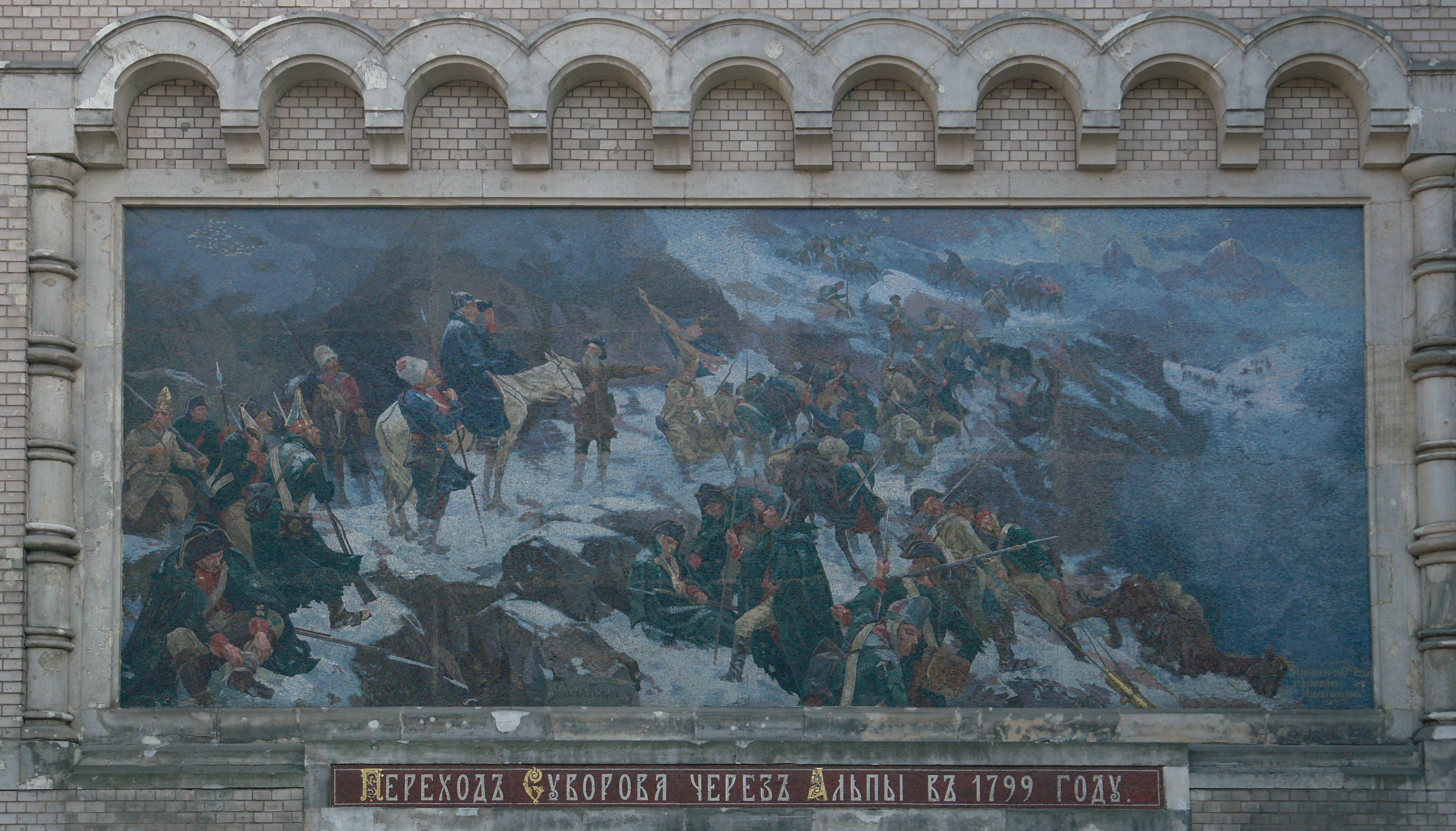
Н. Е. Масленников. Мозаика на фасаде музея «Переход Суворова через Альпы в 1799 году». 1903—1904 гг.

После завершения Швейцарского похода Павел I решил отчеканить специальную медаль, на которой он хотел отразить и вклад австрийцев. Суворов, к которому император обратился с просьбой предложить варианты текста надписи на медали, дал такой совет: сделать медаль одинаковой и для русских, и для австрийцев, но при этом на «русской» версии выбить «С нами Бог», а на «австрийской» — «Бог с вами»:139.
За беспримерный по трудностям и героизму поход Суворов 28 октября (8 ноября) 1799 года был удостоен императором Павлом высшего воинского звания — Генералиссимус российских сухопутных и морских сил, став четвёртым полководцем в России, удостоенным этого звания. 1 (12) ноября 1799 года Военной коллегии было велено вести переписку с генералиссимусом Суворовым «сообщениями, а не указами». В тот же день было приказано изготовить памятник Суворову.

## Возвращение в Россию. Смерть
29 октября (9 ноября) 1799 года Суворов получает от Павла I два рескрипта, в которых сообщается о разрыве союза с Австрией и приказывается готовить русскую армию к возвращению в Россию. Во второй половине ноября русская армия начала возвращение. В Богемии и Северной Австрии она расположилась на отдых в окрестностях замка Шкворец (сам Суворов остановился в Праге) в ожидании возможного возобновления войны с Французской республикой. Однако его не последовало, и 14 (25) января 1800 года русские войска двинулись в Россию.

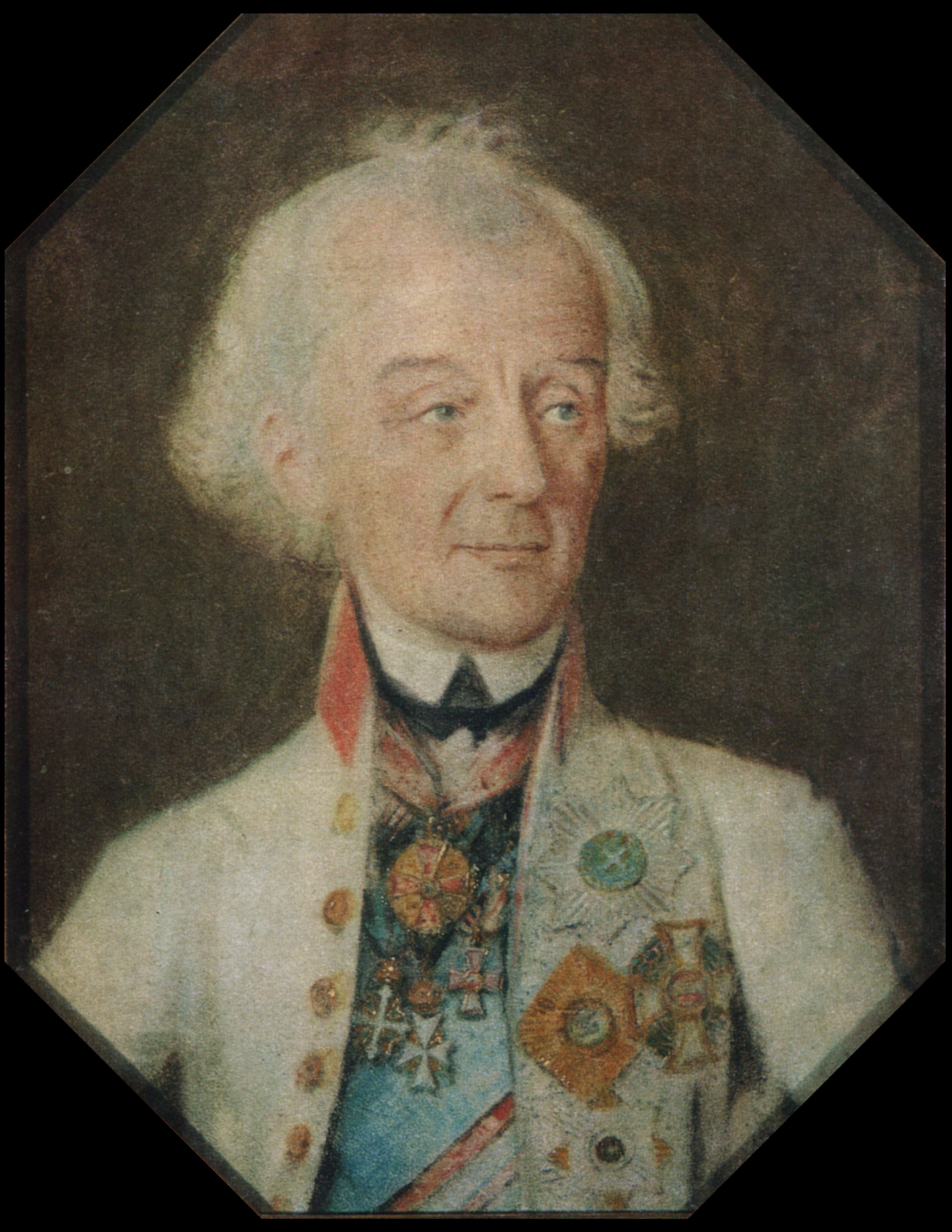
Последний прижизненный портрет в австрийском фельдмаршальском мундире, написанный в Праге в 1800 году. Худ. И. Г. Шмидт

В Кракове Суворов сдал командование А. Г. Розенбергу и направился в Санкт-Петербург. По пути он заболел и остановился в своём поместье в Кобрине. Императором к нему был направлен лейб-медик М. А. Вейкард, и когда состояние Суворова улучшилось, он продолжил путь. В Петербурге ему готовилась торжественная встреча. Однако в это время Суворов неожиданно вновь попадает в опалу. Поводом к ней было то, что в Итальянском и Швейцарском походах Суворов держал при себе дежурного генерала, что полагалось иметь только монарху. Относительно подлинных причин опалы выдвигаются самые различные версии.

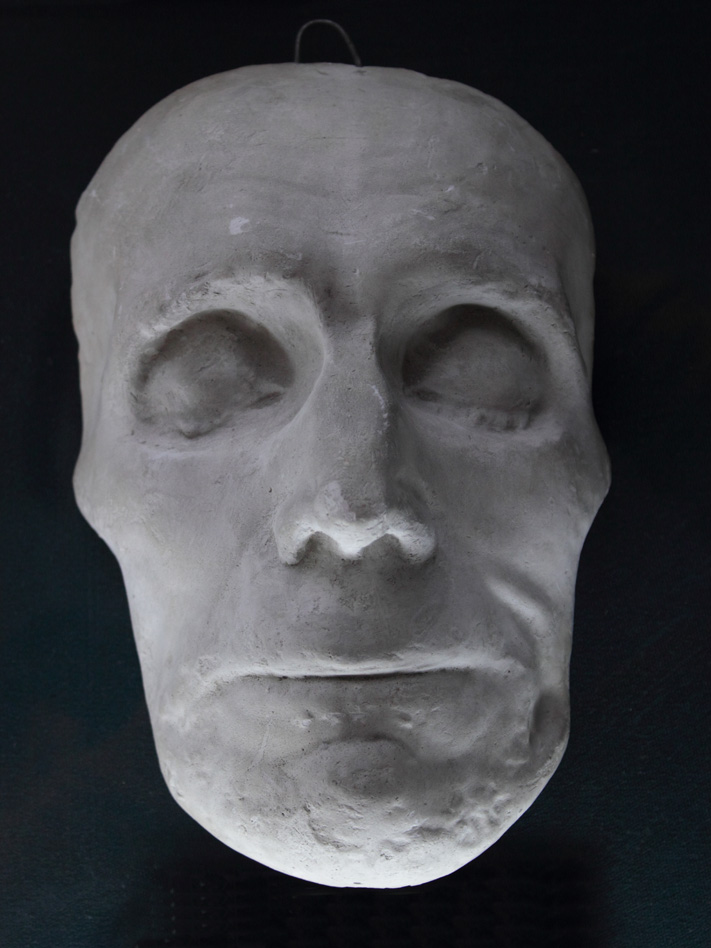
Посмертная маска Суворова. Дом-музей Суворова, Кобрин

Болезнь Суворова обострилась. Торжественная встреча была отменена. Приехав в Петербург, Суворов остановился у мужа своей племянницы Д. И. Хвостова. Павел I отказался принять полководца. По одной версии, на смертном одре Суворов сказал любимцу императора графу Ивану Кутайсову, приехавшему потребовать отчёта в его действиях: «Я готовлюсь отдать отчёт Богу, а о государе я теперь и думать не хочу…». Также согласно одной из версий, когда граф Хвостов, бывший бездарным поэтом, пришёл к умирающему Суворову попрощаться, тот сказал ему: «Митя, ведь ты хороший человек, не пиши стихов. А уж коли не можешь не писать, то, ради Бога, не печатай».
6 (18) мая во втором часу дня Александр Васильевич Суворов скончался в Санкт-Петербурге по адресу Крюков канал, дом 23. Г. Р. Державин отозвался на известие о смерти полководца ставшим классическим стихотворением «Снегирь» и следующими строками:
О вечность! прекрати твоих шум вечных споров,

Кто превосходней всех героев в свете был.

В святилище твоё от нас в сей день вступил

Суворов.

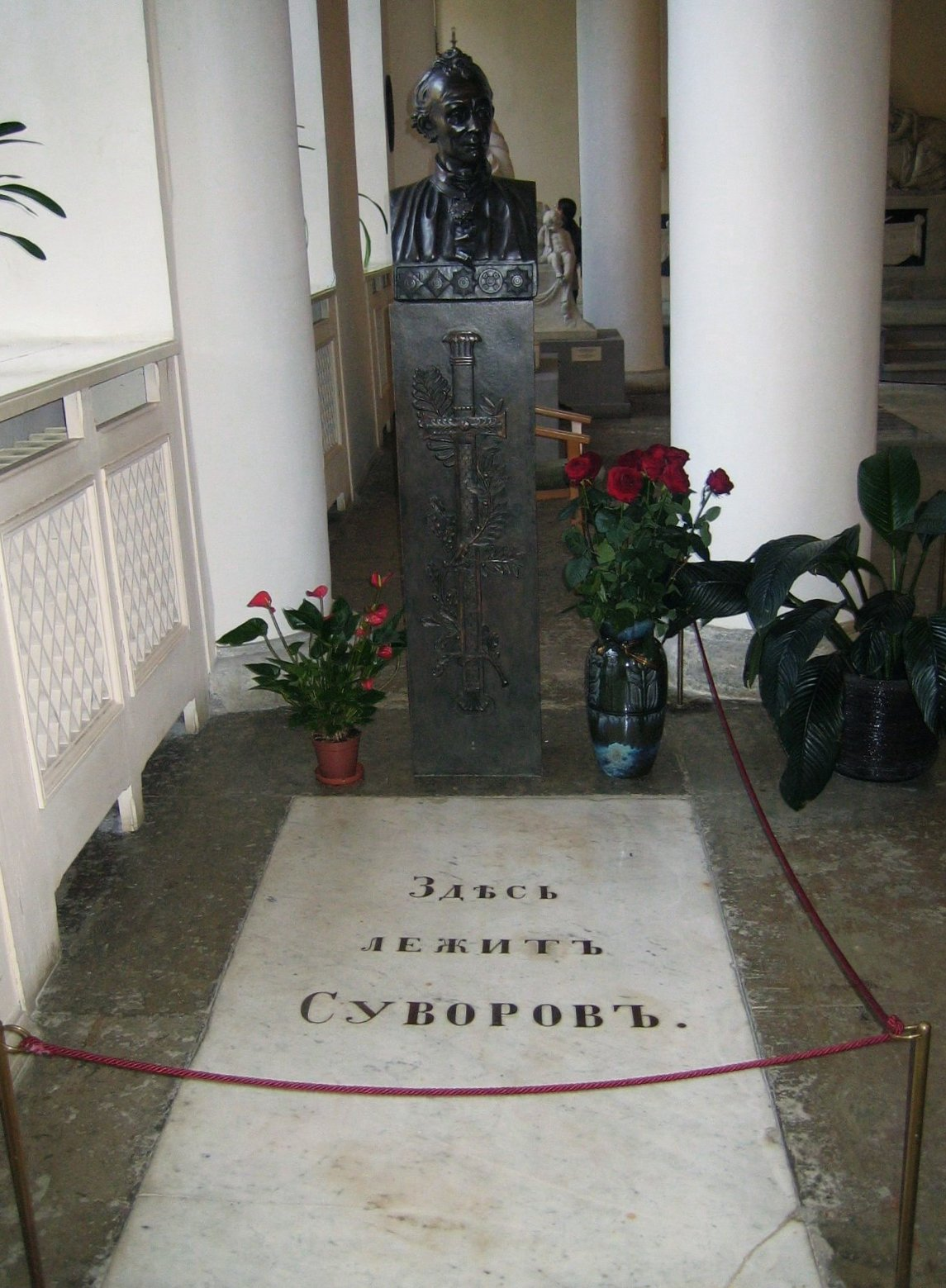
Могила Суворова в Александро-Невской лавре

Вынос тела Суворова состоялся 12 (24) мая в 9 часов утра. Гроб не мог пройти в узкие двери, и поэтому его пришлось спустить с балкона на руки суворовским гренадерам-ветеранам, пришедшим на похороны. По одной из ранних версий, из-за этой заминки император Павел, встречавший в Александро-Невской лавре гроб, не дождавшись, уехал и уже по дороге встретил траурную процессию на углу Малой Садовой и Невского проспекта. По другой, широко распространённой в литературе конца XIX — начала XX веков, Павел случайно встретил процессию. По третьей — в советской историографии утверждалось, что император на похоронах не присутствовал.
Полководец был погребен в нижней Благовещенской церкви Александро-Невской лавры. Похороны прошли при огромном стечении народа. На плите и на настенной доске были сделаны одинаковые надписи. Настенная доска в форме фигурного щита золочёной бронзы, в центре которого овальный медальон, обрамлённый знамёнами. Над ним аллегорический рельеф: шлем, палица Геркулеса, букрании, гирлянды; внизу — щиток с головой Медузы и алебардами. На медальоне выгравирована надпись: Здѣсь лежитъ / Суворовъ. / Генералиссимусъ / Князь Италійскій / Гр. Александръ Васильевичъ / СуворовъРымникскіий, / родился 1729го г. Ноября 13го дня, / скончался 1800го года Маѩ 6го, / Тезоименитство его Нояб.24го.
В 1859 году по ходатайству внука полководца, Александра Аркадьевича, напольная плита была заменена, и с этих пор на ней краткая надпись: «Здѣсь лежитъ Суворовъ».
По словам историка Александра Беспалова, погребение Суворова как генералиссимуса должно было состояться с почестями, оказываемыми члену императорской семьи, однако чиновники затянули принятие решения на шесть дней, вследствие чего Суворова похоронили только по чину фельдмаршала. Как утверждает далее Беспалов, по причине такого казуса чиновники не могли решить, как именовать Суворова в приказе о посмертном исключении из списков русской армии — генералиссимусом или фельдмаршалом. В итоге приказ о его исключении вообще не был отдан, что фактически оставило Суворова навечно «в списках русской армии».

## Титулы, семья, потомки

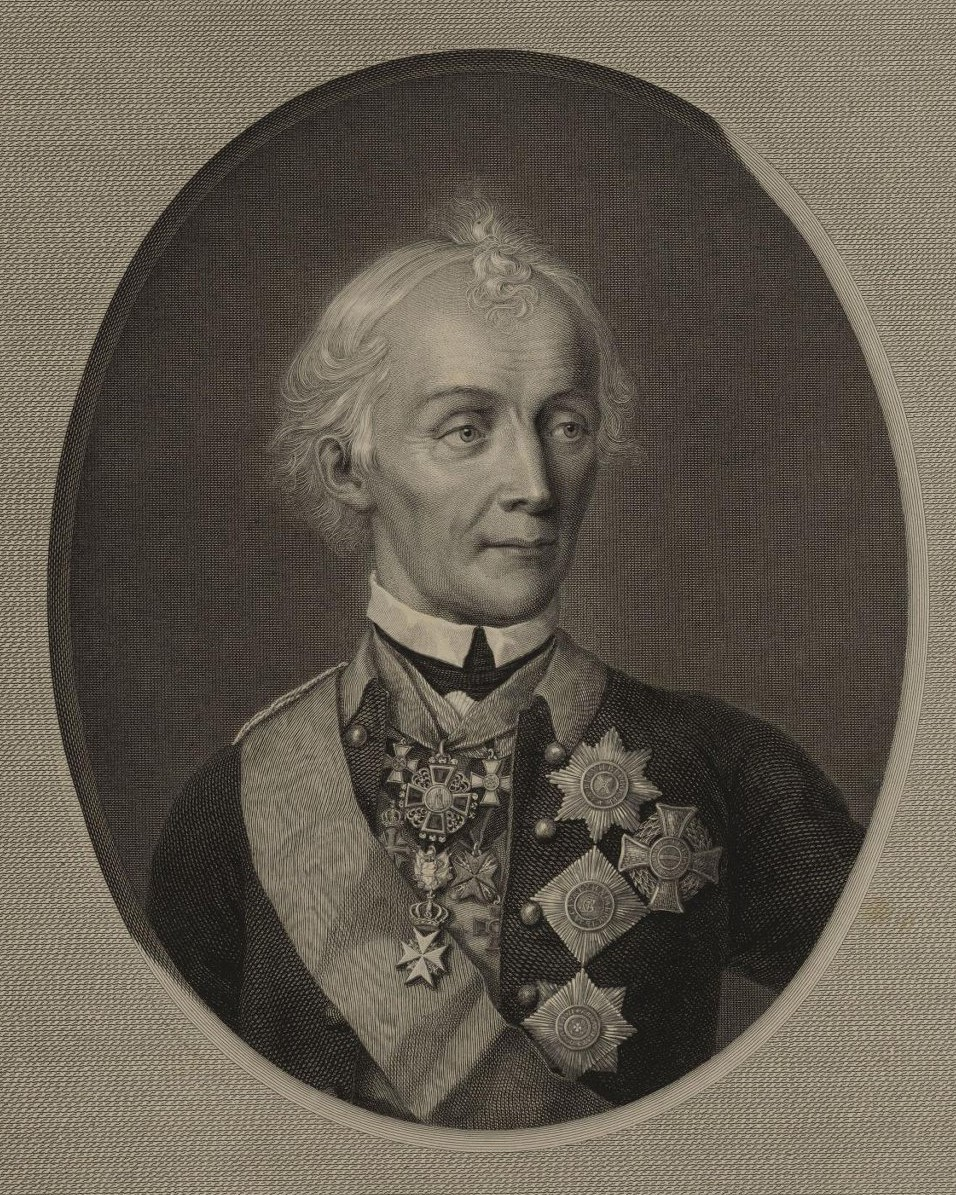
Портрет работы Н. И. Уткина, гравированный с портрета 1800 года. 1818 год

После победы при Рымнике (1789) А. В. Суворов получил графское достоинство Священной Римской и Российской империй и стал именоваться граф Суворов-Рымникский. Во время Итальянского похода (1799) получил княжеское достоинство Сардинского королевства, с титулом «кузен короля» и гранд Сардинского королевства, и Российской империи, с титулом князь Италийский граф Суворов-Рымникский.
Семейная жизнь Суворова была сложной. 16 (27) января 1774 года в Москве женился на княжне Варваре Ивановне (1750—1806), дочери князя Ивана Андреевича Прозоровского и его супруги Марии Михайловны, урождённой княжны Голицыной. Отношения с женой были плохими — сразу же сказались разные характеры супругов, отсутствие общих интересов, конфликты из-за склонности мужа к скромной жизни в быту и пристрастия жены к мотовству, разное отношение к светской и придворной жизни. Кроме того, Суворов подозревал супругу в неверности и в 1779 году начал бракоразводный процесс. Однако вскоре приостановил его под давлением родственников жены и других влиятельных лиц, дошедших в жалобах на Суворова до императрицы. В 1784 году, за несколько месяцев до рождения ребёнка, которого Александр Васильевич счёл плодом супружеской измены, полностью разорвал отношения с женой. При этом его дочь Наталья (известная как Суворочка) была помещена на воспитание в Смольный институт, а сын Аркадий, родившийся 4 августа того же года, остался с матерью в Москве — Суворов не признавал этого ребёнка и не интересовался им.
В феврале 1795 года Суворов по настоянию графа Платона Александровича Зубова, последнего фаворита Екатерины II, выдал дочь замуж за его брата графа Николая. В конце того же года императрица вызвала ко двору и пожаловала в камер-юнкеры великому князю Константину Павловичу одиннадцатилетнего сына полководца — Аркадия. Суворов, находящийся постоянно в дали от столицы в войсках, по-родственному поселил мальчика в столичном доме молодожёнов Зубовых. С июля по октябрь 1797 года брат и сестра навещали отца, попавшего в опалу при Павле I и сосланного в село Кончанское, для чего им потребовалось выхлопотать у императора специальное разрешение. Тогда же в октябре в ссылку пришло письмо от их матери с просьбой уплатить за неё крупные долги, выделить дом для проживания и увеличить содержание, в чём граф Суворов ей отказал, поскольку сам находился в крайне стеснённых финансовых обстоятельствах. Однако когда Павел I узнал об этой истории, то распорядился: «сообщить графине Суворовой, что она может требовать с мужа по законам». Тот, не смея перечить воле государя, в начале января 1798 года поручил зятю графу Зубову отдать графине Варваре Ивановне свой московский дом и ежегодно отпускать ей по 8000 рублей, но приписал в конце: «Я ведаю, что г. В. много должна, мне сие постороннее» (тем самым отказавшись оплачивать прежние долги жены). До осени 1798 года Аркадий проживал в доме сестры, когда из-за опалы, павшей и на Зубовых, она со своим семейством была вынуждена покинуть Санкт-Петербург. Несколько следующих месяцев мальчик проживал в столице у своего воспитателя Карла Осиповича Оде-де-Сиона, пока в конце 1798 года Александр Васильевич не узнал о том, что зять граф Зубов, при помощи Оде-де-Сиона, тайно присваивал его доходы в счёт не выплаченного приданого дочери и других задолженностей. Суворов порвал отношения с обоими, сохранив переписку лишь с дочерью, а сына поселил в Санкт-Петербурге у родственника — графа Дмитрия Ивановича Хвостова. В 1799 году пятнадцатилетним юношей он взял Аркадия с собой в Итальянский и Швейцарский походы, где между отцом и сыном наконец произошло сближение. По возвращении из походов Аркадий Суворов получил от Павла I звание генерал-адъютанта.
Овдовевшая в мае 1800 года, княгиня Варвара Ивановна Суворова в день коронации нового императора Александра I была пожалована, в качестве «признательности» за заслуги покойного мужа, в статс-дамы и орденом св. Екатерины первого класса. Дочь Суворова Наталья Александровна (1775—1844) родила в браке с графом Зубовым шестерых детей. Её брат Аркадий (1784—1811) в 25 лет получил чин генерал-лейтенанта и командовал пехотной дивизией. Через год в ходе очередной русско-турецкой войны он утонул при переправе через реку Рымник. От брака с Еленой Александровной Нарышкиной (1785—1855) у него родилось четверо детей:
1. Мария (1802—1870), в замужестве — за генерал-майором князем Михаилом Михайловичем Голицыным (1793—1856) (трое детей);
2. Варвара (1803—1885), в 1-м браке — за полковником Дмитрием Евлампиевичем Башмаковым (1792—1835), во 2-м — за своим двоюродным дядей князем Андреем Горчаковым (от 1-го брака — шестеро детей);
3. Александр (1804—1882) — генерал от инфантерии. В 1861—1866 годах — генерал-губернатор Санкт-Петербурга, также прибалтийский генерал-губернатор. От брака с Любовью Васильевной Ярцовой (1811—1867) оставил троих детей:
  1. Любовь (1831—1883), в 1-м браке — за статским советником князем Алексеем Васильевичем Голицыным (разведены), во 2-м — за полковником Владимиром Владимировичем Молоствовым (1835—1877) (от 2-го брака — семеро детей);
  2. Аркадий (1834—1893), флигель-адъютант, умер бездетным. С его смертью окончился род князей Италийских, графов Суворовых-Рымникских[77];
  3. Александра (1844—1927) в замужестве за генерал-майором Сергеем Владимировичем Козловым (1853—1906) (двое детей);
4. Константин (1809—1877), полковник, гофмейстер. Жена — Елизавета Алексеевна Хитрово (1822—1859). Бездетны.

5 (17) февраля 1848 года князьям Александру и Константину Аркадьевичам Италийским, графам Суворовым-Рымникским, был предоставлен, с их нисходящим потомством, титул светлости.

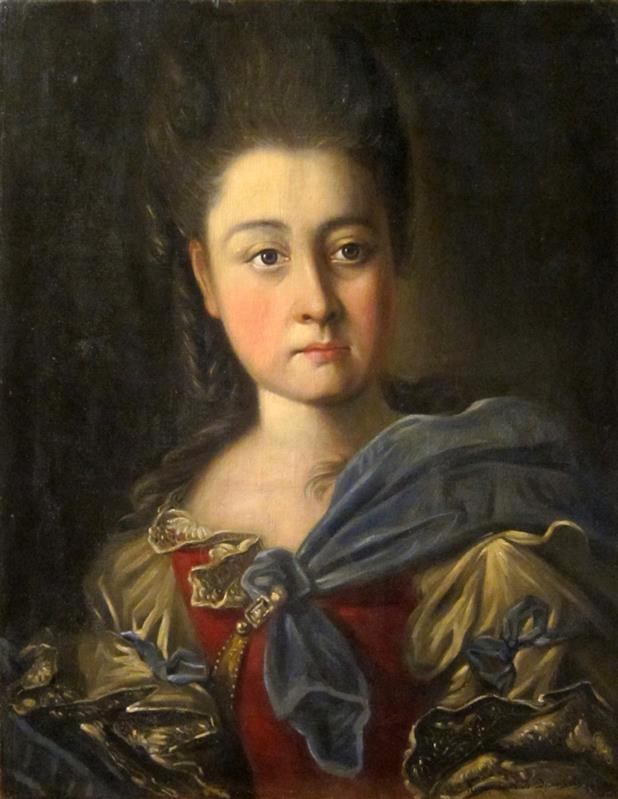
Варвара Ивановна, жена
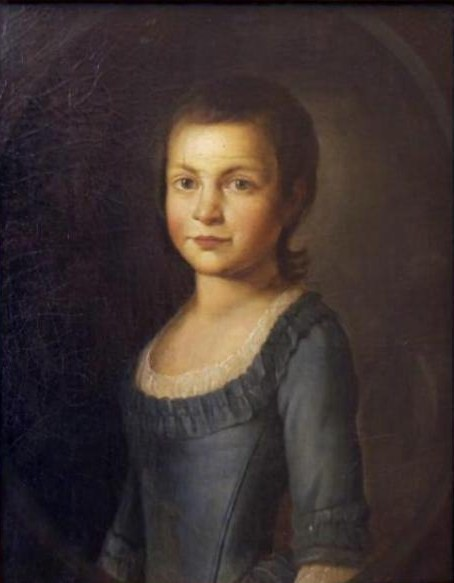
Наталья, дочь
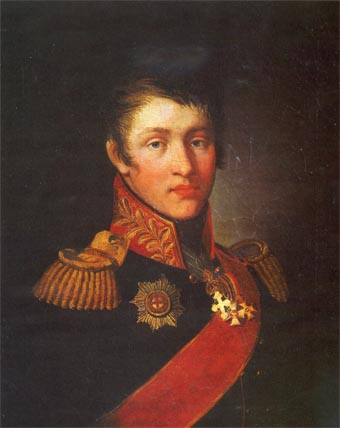
Аркадий, сын
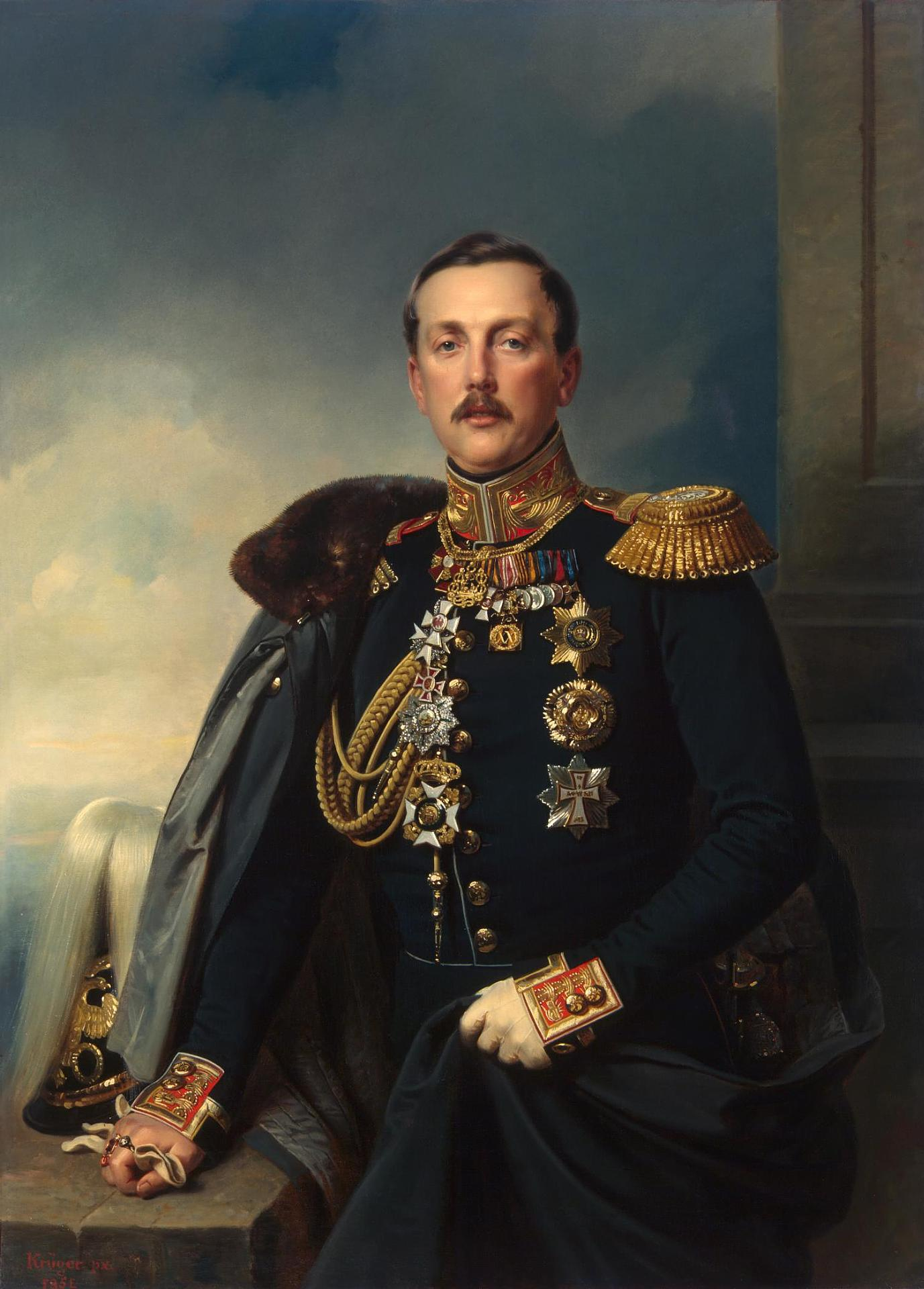
Александр, внук

## Личность Суворова
Иностранцы много писали о чудачествах русского полководца. «Молясь, остря, весь преданный причудам, то ловкий шут, то демон, то герой — Суворов был необъяснимым чудом», — писал о нём лорд Байрон. «Суворов обедает утром, ужинает днём, спит вечером, часть ночи поёт, а на заре гуляет почти голый или катается в траве, что, по его мнению, очень полезно для его здоровья», — свидетельствовал герцог Ришельё. Желая передать ему однажды депеши от Потёмкина, Ростопчин застал его в таком виде; Суворов принял депеши, велел принести себе письменные принадлежности и, написав, что следует, возвратился к своим упражнениям. Многие комментаторы объясняют эти причуды
«расчётами ума тонкого и дальновидного» (оценка личного знавшего его Людовика XVIII).

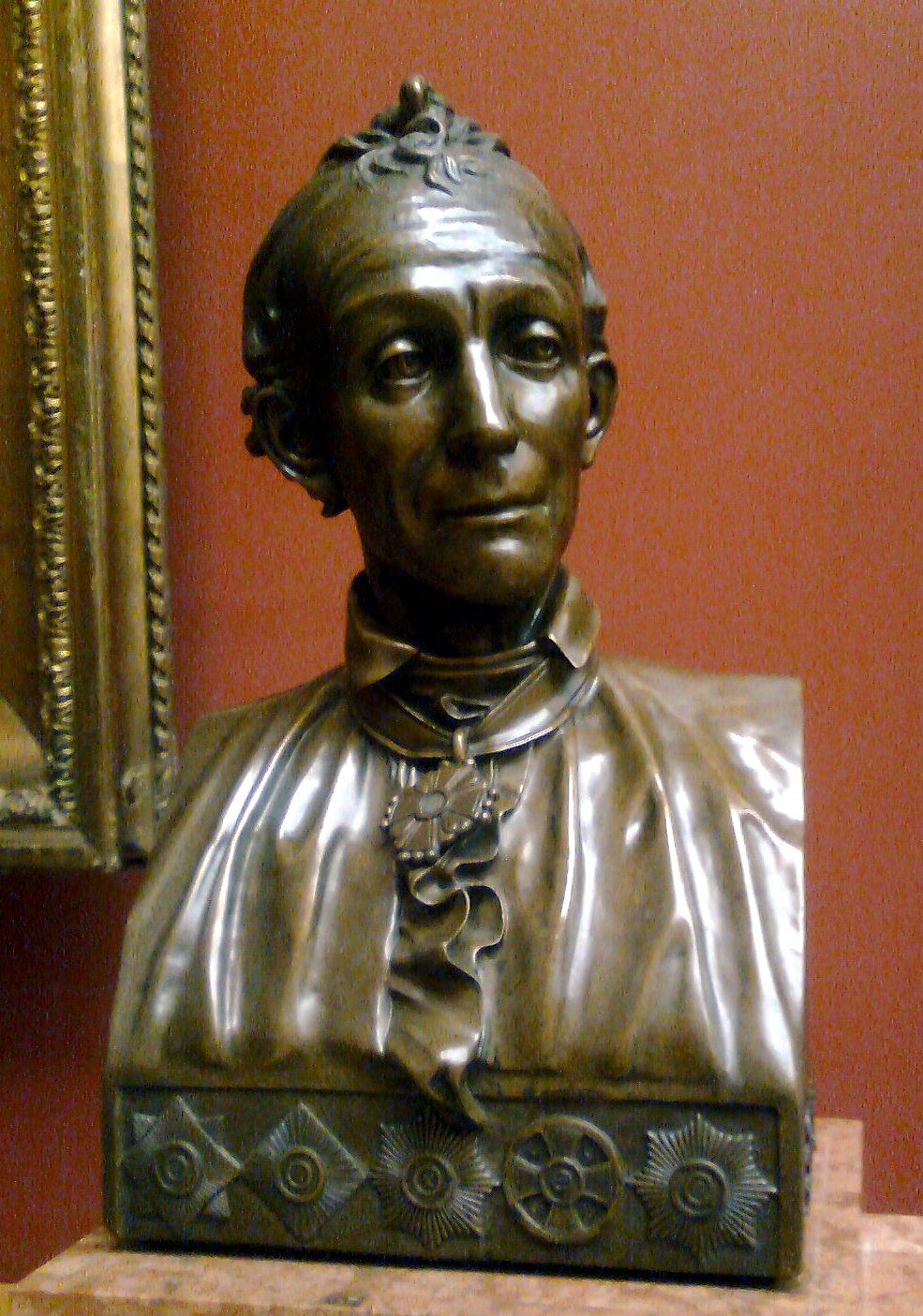
Бюст Суворова работы Демут-Малиновского

- Суворов о себе[81]: «Хотите меня знать? Я сам себя раскрою… Друзья мне удивлялись, ненавистники меня поносили… Я бывал Эзопом, Лафонтеном: шутками и звериным языком говорил правду. Подобно шуту Балакиреву, который благодетельствовал России, кривлялся и корчился. Я пел петухом, пробуждая сонливых… <…> У меня много старых друзей: Цезарь, Ганнибал, Вобан, Кегорн, Фолард, Тюренн, Монтекукули, Роллен… и всех не вспомню. Старым друзьям грешно изменять на новых».
- Французский король Людовик XVIII: «Этот полудикий герой… был человек маленького роста, тощий, тщедушный, дурно-сложенный, с обезьяньею физиономией, с живыми, лукавыми глазками и ухватками до того странными и уморительно-забавными, что нельзя было видеть его без смеха или сожаления; но под этою оригинальною оболочкой таились дарования великого военного гения. Суворов умел заставить солдат боготворить себя и бояться. Он был меч России, бич Турок и гроза Поляков. Жестокий порывами, бесстрашный по натуре, он мог невозмутимо-спокойно видеть потоки крови, пожарища разгромленных городов, запустение истреблённых нив. Это была копия Аттилы, с его суеверием, верою в колдовство, в предвещания, в таинственное влияние светил. Словом, Суворов имел в себе все слабости народа и высокие качества героев»[80].
- Французский посол граф Л.-Ф. Сегюр: «Своей отчаянной храбростью, ловкостью и усердием, которое он возбуждал в солдатах, Суворов умел отличиться и выслужиться, хотя был небогат, незнатного рода и не имел связей. Он брал чины саблею. Где предстояло опасное дело, трудный или отважный подвиг, начальники посылали Суворова. Но так как с первых шагов на дороге славы он встретил соперников завистливых и сильных настолько, что они могли загородить ему дорогу, то и решился прикрывать свои дарования под личиной странности. Его подвиги были блистательны, мысли глубоки, действия быстры. Но в частной жизни, в обществе, в своих движениях, обращении и разговоре он являлся таким чудаком, даже можно сказать сумасбродом, что честолюбцы перестали бояться его, видели в нём полезное орудие для исполнения своих замыслов и не считали его способным вредить и мешать им пользоваться почестями, весом и могуществом».
- Генерал Ланжерон: «Это был один из самых необыкновенных людей века, — великий полководец и великий политик»[82].
- Французский офицер Габриэль Пьер Гильоманш-Дюбокаж, подполковник Кинбургского драгунского полка, находившийся при Суворове в 1794—1796 годах: «В одном только случае этот удивительный человек обнаруживал некоторую слабость — именно в отношении к своим летам. Он не мог терпеть, чтобы ему напоминали о старости, и сам избегал всякого неприятного об ней воспоминания. Вот почему снимали или завешивали зеркала как в собственном доме его, так и в тех домах, которые он посещал. Очень забавно было смотреть на Рымникского Героя, когда ему случалось увидеть себя нечаянно в зеркале: он закрывал глаза, морщился, кривлялся, начинал бегать и оставлял горницу. Но тот ошибется, кто вздумает приписать эту странность каким-нибудь смешным и неприличным старику требованиям. Суворов не редко и сам забавлялся на щет своего лица. Что же касается до отвращения его к зеркалам, то он неоднократно говорил мне самому (это пишет господин Гильоманш Дюбокаж), что он не смотрит в них именно для того, что боится заметить на лице своем разрушения старости, и хочет всегда почитать себя способным к такой же деятельности военной, какою ознаменована была его молодость. Если попадался ему на дороге стул, то он вместо того чтобы пройти мимо, прыгал через, желая, так говорил он сам, доказать, что прежняя сила его и легкость ещё не пропали. Он никогда не ходил просто, но бегал или припрыгивал, особливо при входе и выходе из горницы. Он не взирал на присутствие посторонних; напротив кривлялся и прыгал более обыкновенного, находясь в кругу знатных иностранцев; ибо хотел доказать им, что он ещё в состоянии, несмотря на старость, выносить труды и походы военные.
Суворов имел привычку вставать очень рано — обыкновенно в четыре часа утра, а иногда и в полночь. Вставши с постели, он выбегал совсем раздетый на двор, и на него выливали по нескольку ведер холодной воды: обыкновение, которого не оставлял он и в самой глубокой старости. Обедал зимою в восемь часов, а летом в семь, и в другое время дня уже не употреблял никакой пищи; время обеда было единственным его отдыхом. Он любил сидеть за столом, и не редко забывшись, просиживал долго. Никогда не садился он обедать, и не вставал из за стола, без молитвы. Часто, прочитавши её, благословлял он присутствовавших, и тем, которые не отвечали ему аминь, говорил шутя: кто не сказал аминь, тому не будет водки! Он любил хорошее вино и ликеры; но мы уверены, что ни одному человеку не удалось видеть его пьяным. За столом ел и пил много, потому что имел аппетит прекрасный, но ел один только раз в день. Стол его всего приличнее назвать солдатским.
Суворов, который во всем отличался от других, был не менее оригинален и в одежде. Сапоги с раструбами, худо лакированные, худо сшитые, широкие раструбы выше колен, исподница из белого канифасу, камзол из такой же материи, с зелеными китайчатыми или полотняными обшлагами, лацканами и воротником, белый жилет, маленькая каска с зеленою бахрамою — таков был наряд Героя Рымникского во всякое время года, наряд тем более странный, что иногда, по причине двух старых полученных им в колено и в ногу ран, которые сильно его мучили, бывал он принужден надевать на одну ногу сапог, а на другую туфель, расстегнув шлифные пуговицы и опустив чулок. Прибавьте к этому убору большую саблю, которая тащилась по земле. Если холод был чрезмерный, то он надевал такого же покроя и цвета суконный камзол; но это однако случалось очень редко. В таком-то странном уборе являлся Суворов перед многочисленною армиею; говорил речи к своим солдатам; стоял с ними лагерем и в летний жар и в зимний холод. В награду за многочисленные свои победы получил он, как известно, множество орденов, из которых большая часть украшены были бриллиантами; обыкновенно носил он на себе один Андреевский, но в случаях важных надевал все и являлся в прекрасном Фельдмаршальском мундире»[83].

Историк литературы Д. Мирский называет Суворова «одним из культурнейших и информированнейших людей эпохи», который, не будучи профессиональным литератором, смог сохранить независимость от галломанской грамматики и риторики своего времени. По характеристике Мирского, язык Суворова отличается чистотой и энергичностью:

«Он был очень внимателен к форме своей личной и официальной корреспонденции, в особенности к языку своих приказов. Эти последние бесспорно относятся к самым интересным явлениям того времени. Они явно рассчитаны на ошеломляющий эффект неожиданности. Стиль их — череда нервных, отрывистых фраз, которые производят впечатление ударов и вспышек. Официальные доклады Суворова нередко написаны в неожиданной и запоминающейся форме. Его писания так же отличаются от общепринятой классицистической прозы, как его тактика — от тактики Фридриха или Мальборо. В некотором смысле это был первый русский романтик, и в старости его настольной книгой был Оссиан в прекрасном русском переводе Кострова, с посвящением великому солдату».

### Суворов и масоны
Александр Петрушевский в известном трёхтомнике «Генералиссимус князь Суворов» (1884) сообщает со ссылкой на Московский архив главного штаба: «Есть также известие, что Суворов посещал прусские масонские ложи». Петрушевский предполагает, что он делал это как человек любознательный. Петрушевский выражает сомнение, что Суворов когда-либо был масоном.
Татьяна Бакунина в книге «Знаменитые русские масоны» (1935) сообщает со слов «лица, имевшего доступ в архив ложи „Три глобуса“ в Берлине», что в списке членов кёнигсбергской ложи «Zu den Drei Kronen» («К трём коронам»), представленных 16 (27) марта 1761 года в ложу «Три глобуса», под № 6 значится «Oberleutnant Alexander von Suworow». Бакунина утверждает, что это был А. В. Суворов. Согласно Бакуниной, Суворов был посвящён и возведён в третью степень — мастера — в Петербурге в ложе «Aux Trois Etoiles» («Три звезды»), а 27 января (7 февраля) 1761 года он был произведён в шотландские мастера в ложе «Zu den Drei Kronen» («К трём коронам») в Кёнигсберге (где он навещал своего отца) и числился членом этой ложи до отъезда из Кёнигсберга в начале 1762 года. Бакунина отмечает, что, не будучи посвящённым, Суворов не мог бы посещать собраний масонских лож. В истории масонства такие исключения известны лишь по отношению к коронованным особам. Бакунина также отмечает, что в «хронологическом указателе русских лож», помещённом в книге А. Н. Пыпина, ложа «Aux Trois Etoiles» не упоминается.
«Энциклопедия масонства» (1858) подтверждает, что, согласно масонским вехам (или «ландмаркам»), в ложу может быть допущен без экзамена только тот, кто известен её членам как масон, или тот, за масонство которого может поручиться один из её членов. В остальных случаях необходимо проведение строгого разбирательства, экзамена или наличие подтверждающих сведений. Список ландмарок был впервые зафиксирован в виде, в котором он представлен в «Энциклопедии масонства», в 1858 году, однако автор утверждает, что эти правила являются древними и универсальными обычаями масонов.
Вячеслав Лопатин в статье «Был ли генералиссимус А. Суворов масоном?» (2003) анализирует, в частности, сообщение Бакуниной. Лопатин подвергает сомнению, что «Oberleutnant Alexander von Suworow» — это А. В. Суворов. Лопатин приводит доводы как в пользу, так и против этой версии. Так, в январе 1761 года Суворов имел уже чин подполковника, что далеко от чина Oberleutnant, соответствующего чину поручика в русской армии. Анализируя ряд высказываний Суворова, Лопатин приходит к выводу, что Суворов высказывал отрицательное отношение к масонам и масонству. Лопатин считает, что доказательства о принадлежности Суворова к масонству ненаучны. А. И. Серков в своих статьях на основании сохранившихся протоколов ложи Zu den drei Kronen (Трёх корон) в Кёнигсберге утверждает, что Суворов с 25 января 1761 года посещал кёнигсбергскую ложу, как «брат петербургской ложи „Трёх звёзд“», и не только был активным членом-посетителем ложи, но и сам рекомендовал для вступления в её ряды не менее 10 человек.

## Вклад Суворова в военную науку

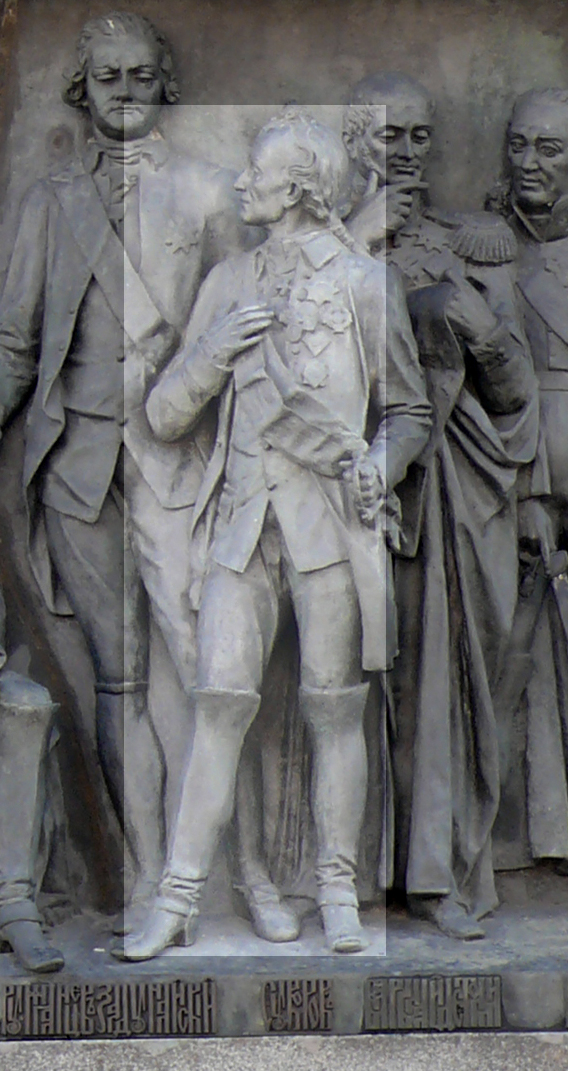
А. В. Суворов на памятнике «Тысячелетие России» в Великом Новгороде среди 128 фигур самых выдающихся личностей в российской истории (на 1862 год)

Патриотически настроенные авторы обращают внимание, что Суворов «не проиграл ни одного сражения, причем большинство из них были выиграны при численном превосходстве неприятеля» (более 60 сражений). Западные авторы традиционно подчёркивали, что (словами Валишевского) он «теснил турок и поляков — войска нестройные, на которые нагонял страх своей смелой, быстрой стремительностью, обезоруживающей первым натиском», однако при столкновении с дисциплинированными французами иногда вынужден был отступать.
В 1795 году Суворов изложил свои взгляды на обучение солдат, тактику боя и другие вопросы военного дела в трактате «Наука побеждать», опубликованном в 1806 году и многократно переиздававшемся. Он обладал обширными познаниями не только в военных науках, но и в других областях знаний. Суворов оставил огромное военно-теоретическое и практическое наследие, обогатил все области военного дела новыми выводами и положениями. Отбросив устаревшие принципы кордонной стратегии и линейной тактики, Суворов разработал и применил в полководческой практике более совершенные формы и способы ведения вооружённой борьбы, которые намного опередили свою эпоху и обеспечили русскому военному искусству ведущее место.
Стратегия Суворова отличалась исключительной активностью и решительностью. Главной целью военных действий ставилось уничтожение армии противника в открытых полевых сражениях. Основным способом стратегических действий считалось наступление. «Истинное правило военного искусства, — учил Суворов, — прямо напасть на противника с самой чувствительной для него стороны, а не сходиться, робко пробираясь окольными дорогами… дело может быть решено только прямым смелым наступлением». Отдавая предпочтение наступлению, Суворов считал возможным в отдельных случаях прибегать к обороне и даже к отступлению в интересах сохранения войск от удара превосходящего противника. Большое значение Суворов придавал массированию сил и средств на важнейших направлениях.

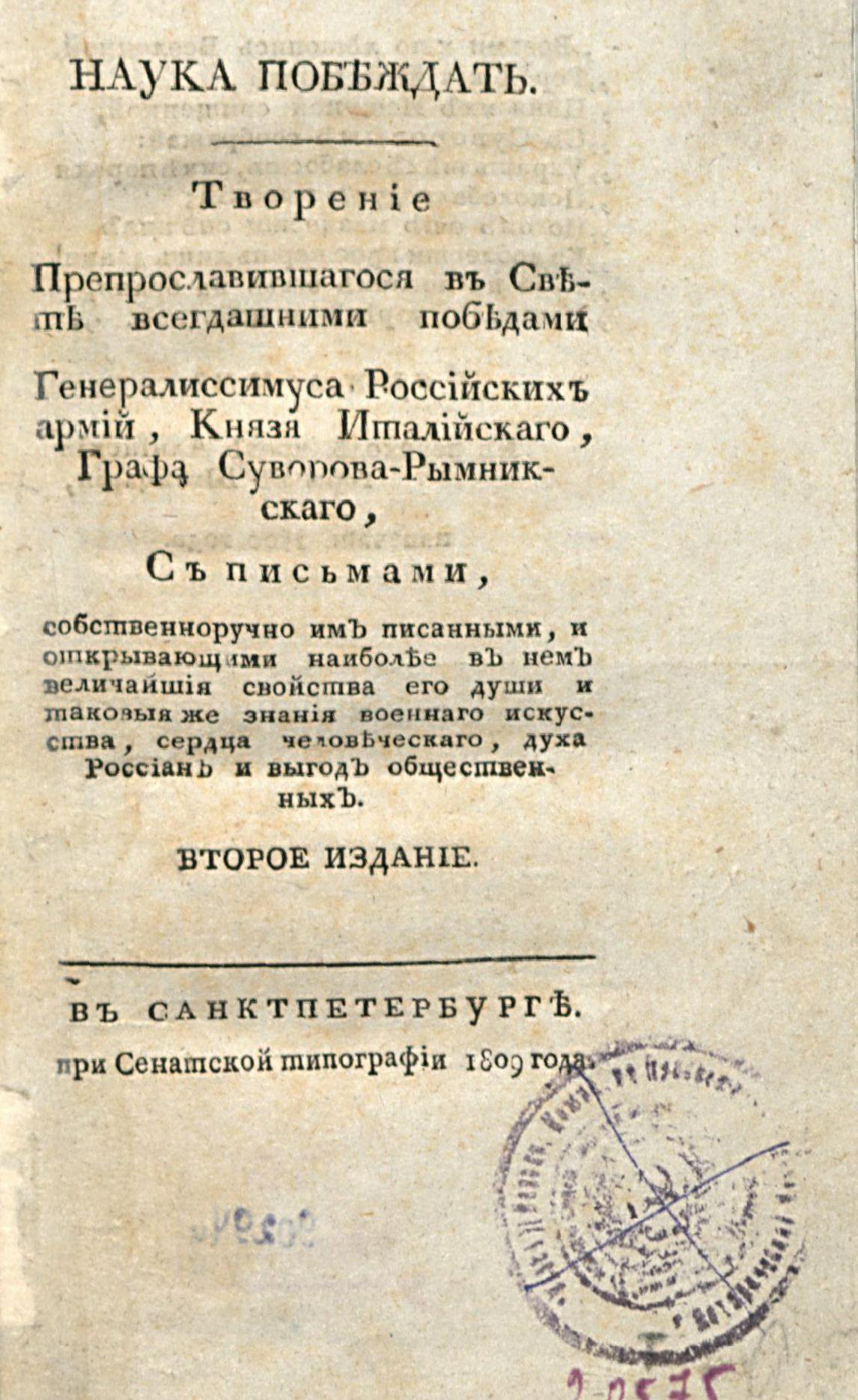
А. В. Суворов. «Наука побеждать». 2-е изд, 1809 г.

Суворов был не только крупнейшим стратегом, но и непревзойдённым тактиком своего времени. Особой заслугой Суворова было совершенствование тактики колонн в сочетании с рассыпным строем — способ боя, созданный на Западе лишь в ходе Революционных войн и развитый затем Наполеоном. В тактике Суворова правильно сочетались огонь и штыковой удар. Придавая большое значение огню для достижения победы, он поднял на небывалую до него высоту и искусство сокрушительного штыкового удара. Суворовская тактика основывалась на тщательной агентурной и военной разведке, тщательном учёте обстановки и ресурсов, быстроте, внезапности и скоротечности действий.
Суворов создал передовую систему воспитания и обучения войск. В её основе лежало убеждение, что человек является решающим фактором победы. Он был врагом бесцельной и бессмысленной муштры, стремился пробудить в солдатах чувство национального самосознания и любовь к Родине, приучить их к смелым, инициативным и искусным действиям в самых разнообразных условиях боевой обстановки. Главное внимание обращалось на обучение войск тому, что нужно на войне. Суворов требовал от подчинённых ясного понимания существа стоящих перед ними задач: о плане действий сообщалось унтер-офицерам и солдатам, так как «каждый воин должен понимать свой манёвр».
Суворов уделял большое внимание быту и обеспечению солдат, в результате чего резко сократились заболевания, которые были «бичом» армий XVIII века. Проявляя неустанную заботу о солдатах, их быте и нуждах и разделяя с ними все тяготы походной жизни, Суворов завоевал безграничное доверие и любовь армии. Суворов прямо рекомендовал: «Кто не бережёт людей — офицеру арест, унтер-офицеру и ефрейтору палочки, да и самому палочки, кто себя не бережёт».
Полководческая деятельность Суворова оставила глубокий след в истории русской армии. Последователь Петра I и ученик П. А. Румянцева, Суворов воспитал плеяду замечательных русских полководцев и военачальников, среди которых наиболее выдающимися были М. И. Кутузов и П. И. Багратион. Суворов оказал значительное влияние и на иностранную военную мысль, как полагал русский военный историк Ф. Н. Глинка (в «Кратком начертании Военного журнала»):

«Теперь уже ясно и открыто, что многие правила военного искусства занял Наполеон у нашего Суворова. Этого не оспаривают сами французы; в этом сознаётся и сам Наполеон; в письмах из Египта, перехваченных англичанами, он явно говорит Директории, что Суворова до тех пор не остановят на пути побед, пока не постигнут особенного его искусства воевать, и не противопоставят ему его собственных правил».
Полководческий гений Суворова признавали и его противники. Хотя сам Наполеон заявлял, что у Суворова было сердце, но не разум великого полководца, его генерал Массена говорил, что отдал бы все свои победы за один Швейцарский поход Суворова, а Моро называл марш (стратегический манёвр) Суворова к Треббии вершиной военного искусства. «Я был очень молод во время сражения при Треббии; эта неудача могла бы иметь пагубное влияние на мою карьеру; меня спасло лишь то, что победителем моим был Суворов», — вспоминал маршал Макдональд. Адмирал Нельсон писал Суворову, что ему льстят сравнения с русским героем больше, чем ордена.
Немаловажным вкладом Суворова в российскую военную науку было развитие собственно русскоязычного военного лексикона в период, когда львиная его доля была не просто иностранного происхождения, но транслитерированными военными терминами. Его труды написаны на русском языке с минимумом терминов иностранного происхождения и принципиальным использованием русской системы мер, без вкрапления пассажей на французском и на латыни, что большая редкость для того времени. Суворов, сам зная несколько иностранных языков, с чрезвычайным презрением относился к тем сослуживцам и подчинённым, которые в своей устной речи старались блеснуть знанием иностранных языков, употребляли без нужды непонятные солдатам слова, вместо внятного объяснения каждому солдату его манёвра прибегали к муштре. Его выражение «проклятая немогузнайка» адресовано именно им, поскольку он был убеждён, что вкрапление обилия иноземных слов и модных неологизмов призвано было прикрыть некомпетентность в знании прикладных военных дисциплин, нежелание учиться военному делу надлежащим образом, несостоятельность в командовании войсками и безынициативность в принятии решений (привычку полагаться везде и во всём на вышестоящее командование).

## Воинские звания
- Мушкетёр (то есть рядовой; 26.10.1742)
- Капрал (25.04.1747)
- Подпрапорщик (22.12.1749)
- Сержант (08.06.1750)
- Генерал-фельдмаршал Священной Римской империи (20.03.1799)
- Великий маршал войск пьемонтских (12.06.1799)
- Генералиссимус (28.10.1799)

## Военные чины
- Поручик (25.04.1754)
- Обер-провиантмейстер (17.01.1756)
- Генерал-аудитор-лейтенант (28.10.1756)
- Премьер-майор (02.12.1756)
- Подполковник (08.11.1758)
- Обер-кригскомиссар (31.12.1759)
- Полковник (26.08.1762)
- Бригадир (22.09.1768)
- Генерал-майор (01.01.1770)
- Генерал-поручик (17.03.1774)
- Генерал-аншеф (22.09.1786)
- Генерал-фельдмаршал (19.11.1794)

## Награды

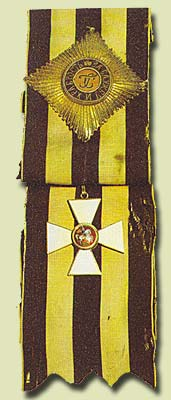
Орден Св. Георгия 1-й степени. Вышитая звезда и лента, принадлежавшие А. В. Суворову

### Ордена
Российские:
- Орден Святого апостола Андрея Первозванного (09.11.1787) — за победу под Кинбурном;
- Бриллиантовые знаки к ордену Святого апостола Андрея Первозванного (03.11.1789) — за победу при Фокшанах;
- А. В. Суворов стал одним из трёх кавалеров Ордена Святого Георгия за всю историю ордена, награждённых с 3-й по 1-ю степень:
  - Орден Святого Георгия 1-го класса (18.10.1789, № 7) — «За превосходное искусство и отличное мужество во всяком случае, наипаче же при атаке многочисленных турецких сил, верховным визирем предводимых в 11 день сентября на реке Рымнике»;
  - Орден Святого Георгия 2-го класса (30.07.1773, № 8) — «За произведённое храброе и мужественное дело с вверенным его руководству деташаментом при атаке на Туртукай»;
  - Орден Святого Георгия 3-го класса (19.08.1771, № 34) — «За храбрость и мужественные подвиги, оказанные в 1770 и 1771 годах с вверенным ему деташаментом против польских возмутителей, когда он благоразумными распоряжениями в случившихся сражениях, поражая везде их партии, одержал над ними победы»;
- Орден Святого Владимира 1-й степени (28.07.1783) — «За присоединение разных закубанских народов к Всероссийской империи»
- Орден Святого Александра Невского (20.12.1771) — за победу над польскими конфедератами при Столовичах;
- Звезда ордена Святого Александра Невского с бриллиантами «с собственной Её Императорского Величества одежды» (24.12.1780);
- Орден Святой Анны (30.09.1770) — за победу над польскими конфедератами под Ореховом;
- Орден Святого Иоанна Иерусалимского, большой командорский крест (13.02.1799)[98].

Иностранные:
- Прусский орден Чёрного орла (07.12.1794);
- Прусский орден Красного орла (07.12.1794);
- Сардинский Высший орден Святого Благовещения (23.06.1799);
- Сардинский орден Святых Маврикия и Лазаря, большой крест (23.06.1799);
- Австрийский Военный орден Марии Терезии, большой крест (12.10.1799);
- Баварский орден Святого Губерта (21.01.1800);
- Французский орден Кармельской Богоматери и Святого Лазаря Иерусалимского (13.02.1800) — от находившегося в эмиграции титулярного короля Людовика XVIII.

Часто встречающиеся в литературе упоминания о награждении А. В. Суворова польскими орденами Белого орла и Святого Станислава, прусским орденом «Pour le Mérite», неаполитанским орденом Святого Януария и баварским орденом Золотого льва (возможно имеют в виду орден Пфальцского льва) не соответствуют действительности.

### Оружие
- Золотая шпага с алмазами (29.07.1775) — при праздновании мира с Османской империей;
- Золотая шпага с алмазами и надписью «Победителю визиря» (26.09.1789) — за победу при Рымнике.

### Другие награды
- Золотая табакерка с портретом императрицы Екатерины II (1778) — за вытеснение турецкой эскадры из Ахтиарской гавани;
- Золотая медаль «На присоединение к России Крыма и Тамани в 1783 году» (05.11.1784);
- Золотая табакерка с вензелем императрицы Екатерины II, украшенная бриллиантами (06.1787);
- Алмазное перо к треуголке с литерою «К» (Кинбурн) (15 (26) апреля 1789)[99];
- Золотая табакерка с вензелем австрийского императора Иосифа II, украшенная бриллиантами (13.08.1789) — за победу при Рымнике;
- Решение выбить в честь А. В. Суворова медаль (25.03.1791) — за взятие Измаила;
- Сенату велено составить похвальную грамоту с перечислением подвигов Суворова (25.03.1791);
- Алмазные эполет и перстень (02.09.1793) — за укрепление южных границ России;
- Похвальная грамота (02.09.1793);
- В знак императорского доверия, вверен орден Святого Георгия 3-й степени для возложения на достойнейшего по его выбору (02.09.1793);
- Алмазный бант к шляпе (26.10.1794) — за победы при Крупчицах и Бресте;
- Три орудия из числа захваченных у польских повстанцев (26.10.1794) — за победы при Крупчицах и Бресте;
- Золотая табакерка от варшавского магистрата с надписью «Варшава своему избавителю, дня 4 ноября 1794» (15.11.1794) — подарок, так как право награждать имели только монархи[6];
- Портрет австрийского императора Франца II, украшенный бриллиантами (25.12.1794);
- Сенату велено составить похвальную грамоту с изложением заслуг А. В. Суворова в польскую кампанию (01.01.1795);
- Перстень с портретом императора Павла I (14.05.1799);
- Портрет императора Павла I для ношения на груди (13.07.1799).

## Память о Суворове

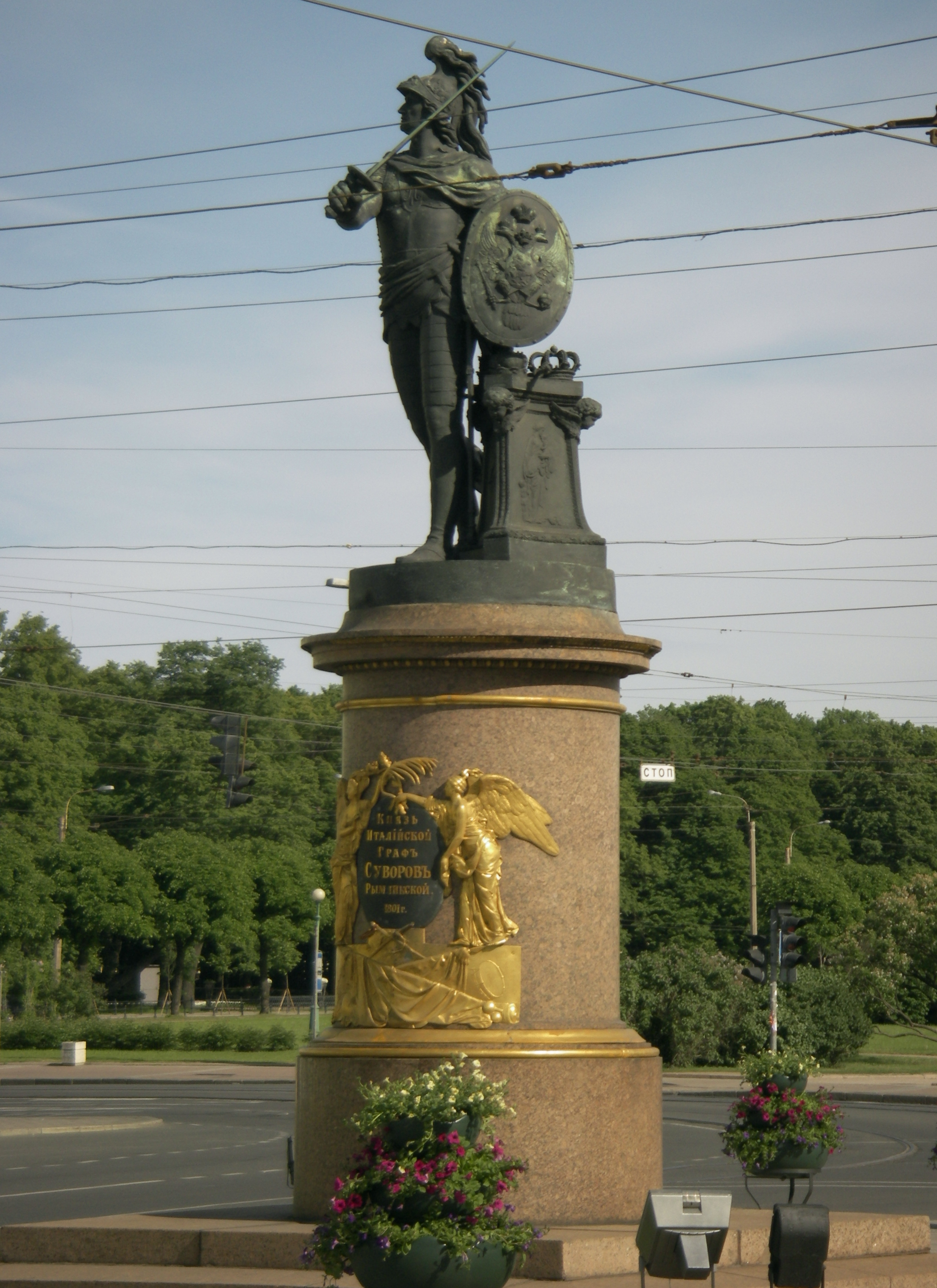
Памятник А. В. Суворову в образе бога Марса на Суворовской площади у Марсового поля в Санкт-Петербурге

Решение об установке памятника Суворову было принято ещё при его жизни, что не имело прецедентов в России. Суворов также стал первым в России человеком, кому был посвящён особый мемориальный музей. Ныне памятники Суворову и посвящённые ему музеи есть не только в России, но и в других странах. Во время Великой Отечественной войны был учреждён полководческий орден Суворова, созданы суворовские военные училища. Имя полководца носил ряд военных и гражданских кораблей, среди которых эскадренный броненосец «Князь Суворов» (1904). Подробнее см. страницу Память о Суворове.